# Kläranlage Dresden-Kaditz

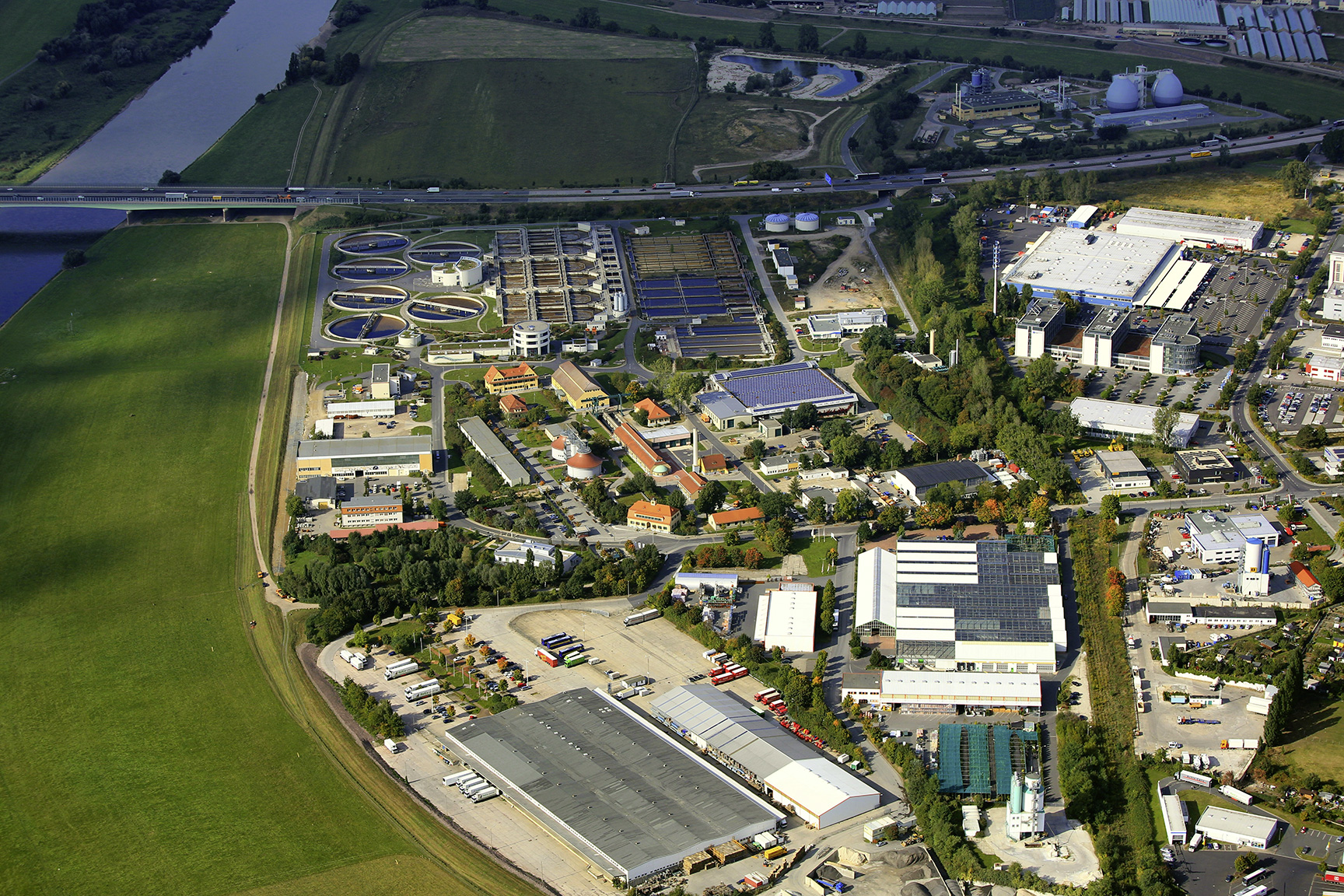
Luftbild der Kläranlage Dresden-Kaditz, 2013

Die Kläranlage Dresden-Kaditz ist die Haupt-Kläranlage der sächsischen Landeshauptstadt Dresden. Sie befindet sich im Stadtteil Kaditz am rechten Ufer der Elbe beiderseits der Bundesautobahn 4. Sie wird von der Stadtentwässerung Dresden GmbH betrieben und ist die größte ostdeutsche Kläranlage außerhalb Berlins.

## Technische Entwicklung

### Vorgeschichte

Schleusenprofile der alten Kanalisation

Im Zuge der Beseitigung der Festungsanlagen in Dresden musste durch die Verfüllung der Wallgräben die Entwässerung neu geordnet werden. Erstmals entstand eine planmäßig angelegte Entwässerung in Dresden, die Entwässerungskanäle (Schleusen) mündeten direkt in die Elbe. Diese wurden als Bauwerke untergeordneter Bedeutung angesehen und dementsprechend mit minderer Qualität und Tiefenlage ausgeführt, sie genügten jedoch den Ansprüchen zur Aufnahme und Ableitung des Regenwassers aus den Straßenschleusen und des Wassers des Kaitzbaches. Die Entsorgung der Fäkalien erfolgte weiterhin über Abortgruben, deren Inhalt mittels Dungwagen regelmäßig geleert und außerhalb der Stadt entsorgt wurde. Dies erfolgte ab 1871 durch die „Dresdner Düngerexport-Actiengesellschaft“.
Dieses System genügte im 19. Jahrhundert den wachsenden Anforderungen aus Industrialisierung und Bevölkerungswachstum nicht mehr. So wurde um 1855 eine „Kellerwasserplage“ festgestellt, die ihre Ursache in den undichten Straßenschleusen und Gruben hatte, auch waren hygienische Probleme wie die Choleraepidemie von 1874 Anlass zu einer kompletten Neuordnung der Entwässerung und umfassenden Einführung der Schwemmkanalisation, die in der Bauordnung der Stadt Dresden, bekannt gemacht am 17. März 1906 offiziell geregelt wurde.

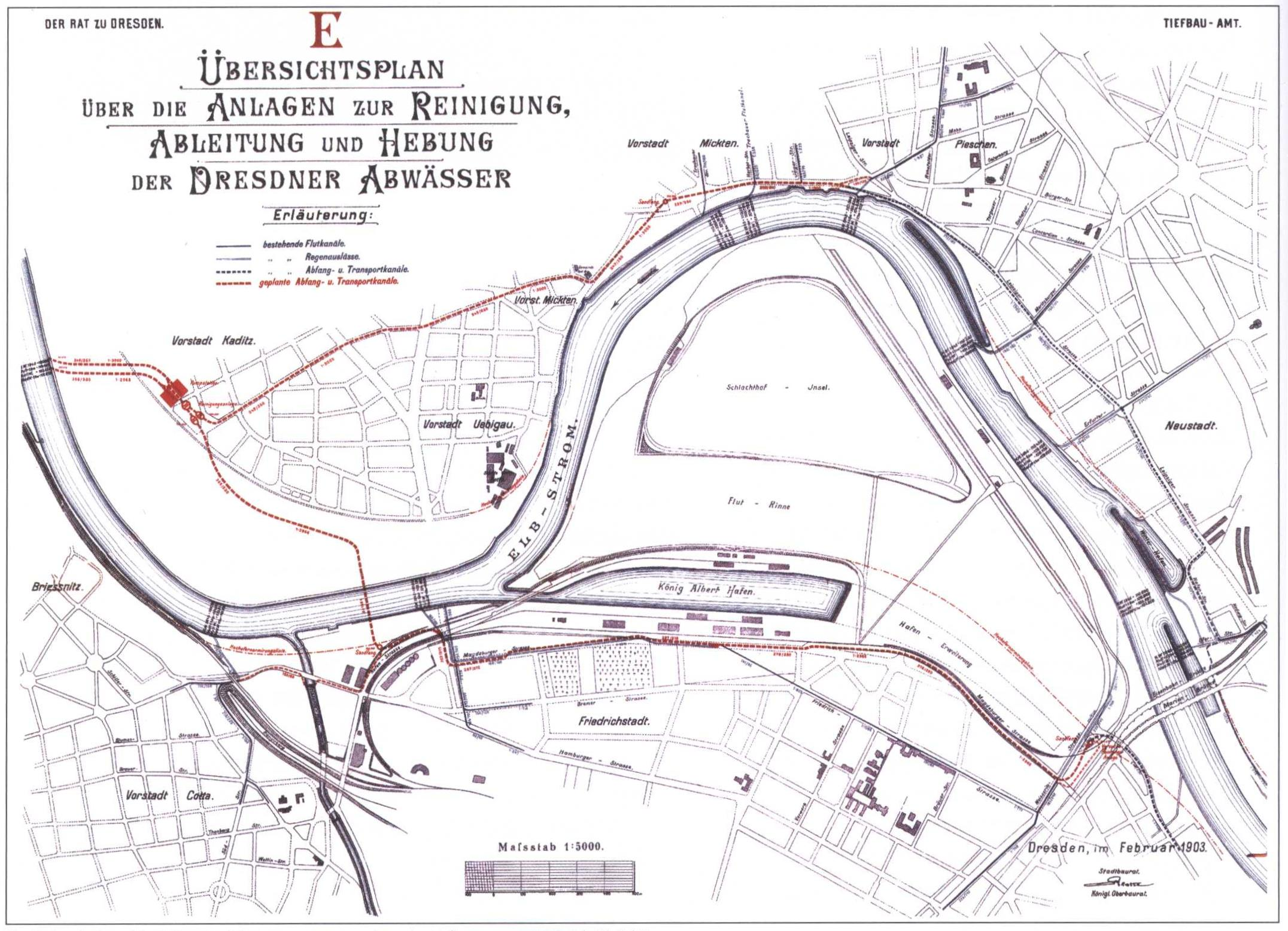
Übersichtsplan über die Anlagen zur Reinigung und Ableitung der Dresdner Abwässer vom Februar 1903

Die Einführung der Schwemmkanalisation war das Ergebnis umfangreicher Diskussionen, die im letzten Drittel des 19. Jahrhunderts geführt wurden. Hierbei haben sich besonders Stadtbaurat Hermann Klette (1847 bis 1909) und der langjährige Vorsteher der Dresdner Stadtverordneten, Justizrat Dr. Stöckel verdient gemacht. Bezüglich der Einleitung der Abwässer und Fäkalien in die Elbe wurde ein Gutachten des „Reichs-Gesundheitsraths“ vom 8. Februar 1902 eingeholt, das die folgenden Anforderungen an die Einleitungen aus der Schwemmkanalisation in die Elbe und damit auch die Reinigungsleistung der zukünftigen Reinigungsanlage definierte:
- Entfernung der gröberen Schwimm- und Sinkstoffe bis zu Teilchen von 3 mm. Die dabei ausgeschiedenen Rückstände sind in gesundheitlich und ästhetisch einwandfreier Weise zu beseitigen.
- Schaffung der Möglichkeit, in Ausnahmefällen eine allgemeine Desinfektion der Abwässer durchzuführen
- Einrichtung von Abfangvorrichtungen für grobe Schwimm- und Sinkstoffe an sämtlichen Notauslässen
- Errichtung einer zentralen Abwasserreinigungsanlage auf Kaditzer Flur
- Fortführung des Endauslasses der gereinigten Abwässer als geschlossenes Rohr bis in die Mitte des Elbestromes

### 1. Epoche (1910–1952): Mechanische Reinigungsanlage und Pumpstation auf Kaditzer Flur

#### Abwasserreinigung

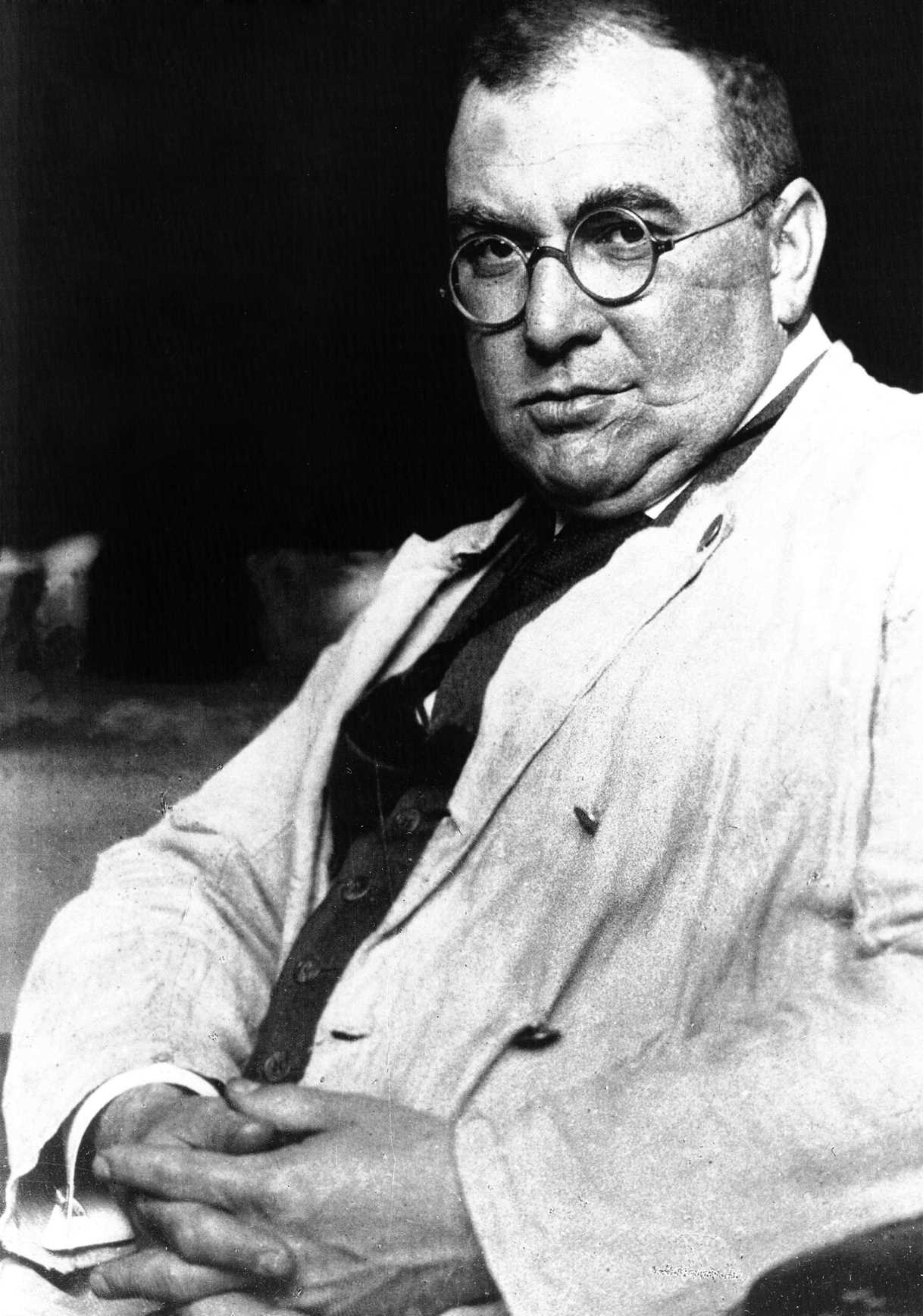
Hans Erlwein (1872–1914)

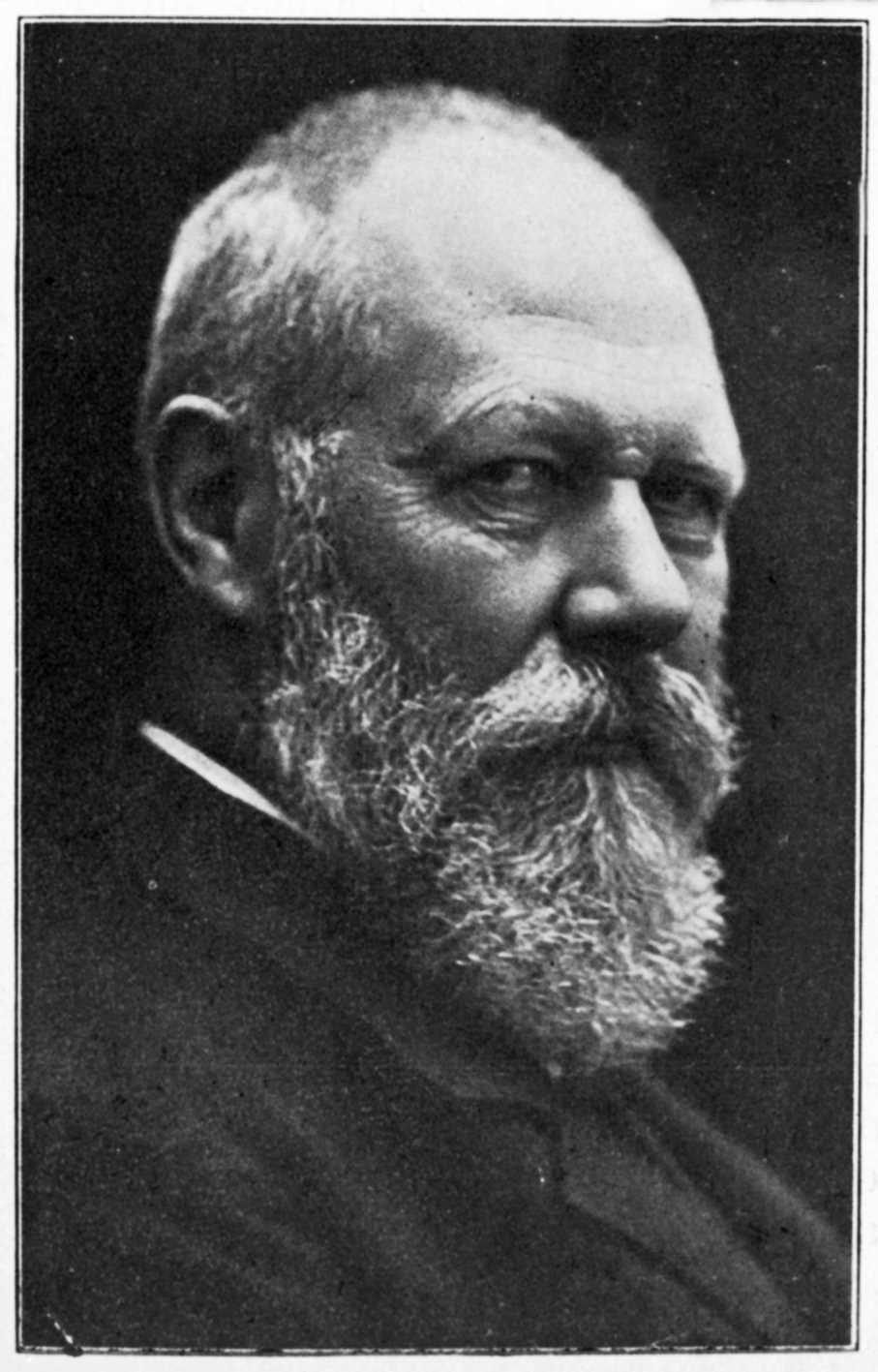
Hermann Klette (1847–1909)

Mit dem Bau der mechanischen Reinigungsanlage und Pumpstation auf der Flur Kaditz wurde 1909 begonnen. Die Planung lag in den Händen des vorgenannten Hermann Klette, als Leiter des städtischen Tiefbauamtes zuständig für die Technologie und von Stadtbaurat Hans Erlwein (1872–1914), als Leiter des städtischen Hochbauamtes zuständig für die Architektur.

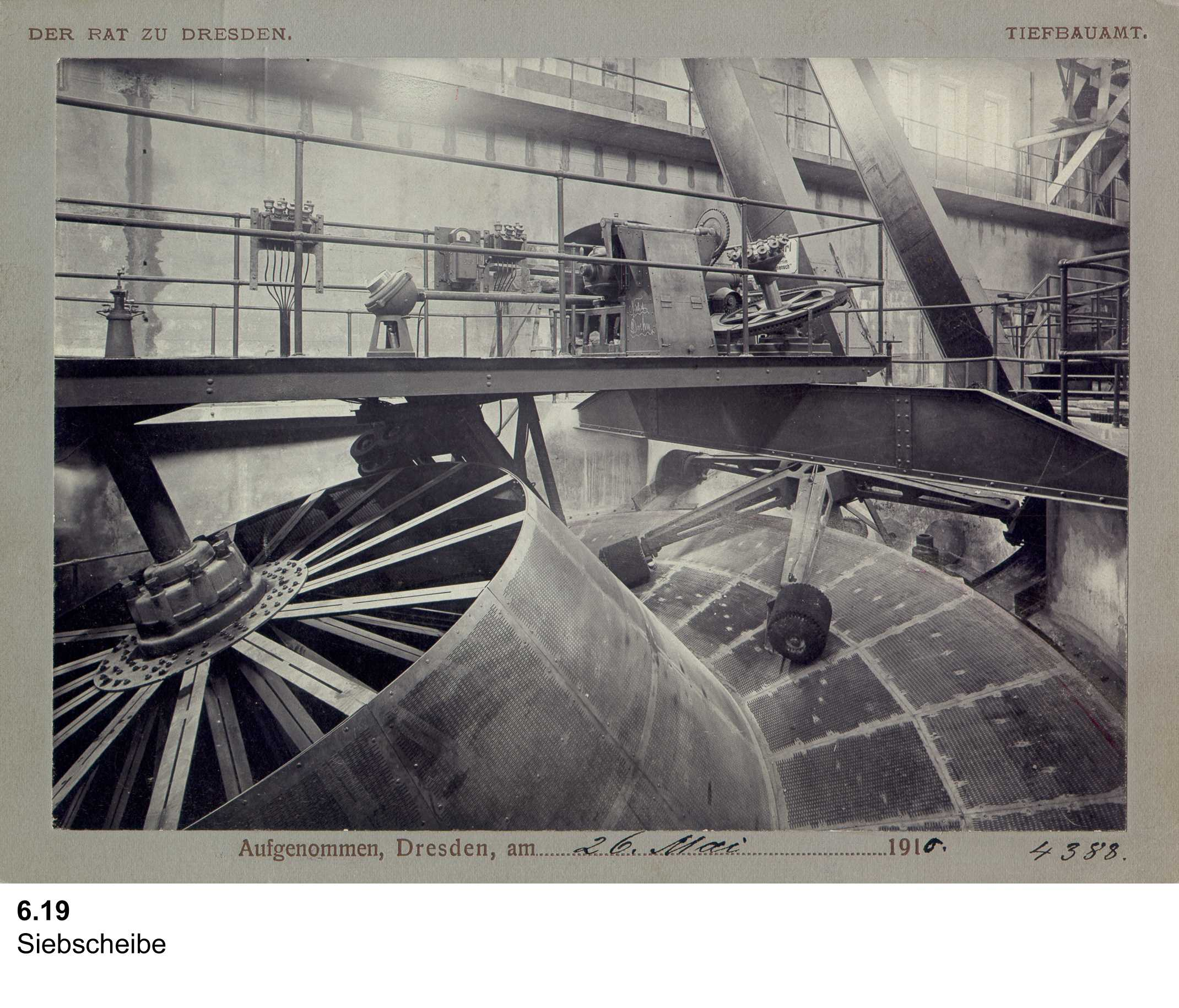
Riensch-Wurl'sche Siebscheibe, gut zu sehen der Bürstenstern zur Entfernung des Siebgutes

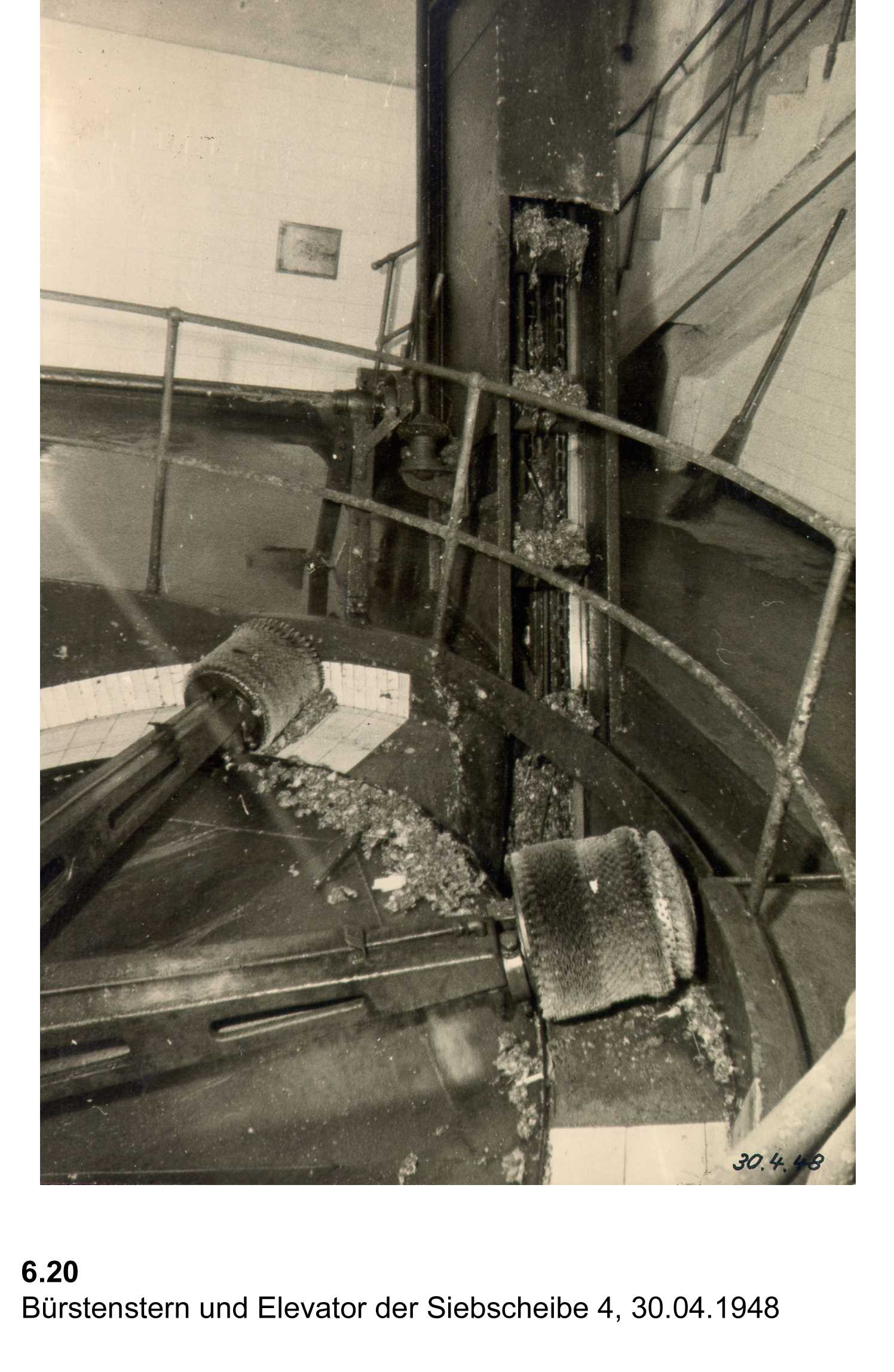
Abbürsten des Siebgutes

Von 1906 bis 1907 betrieb das Tiefbauamt eine Versuchsanlage zur Erprobung unterschiedlicher Reinigungsverfahren und Aggregate auf einem Gelände unterhalb der Marienbrücke. Es wurde das mechanische Klärsystem nach dem Patent von Riensch und der sog. Kramer-Apparat getestet. Am Eingang der Anlage befand sich ein Sandfang mit einem Durchmesser von 6 m und ein handgeräumter Grobrechen. Die anschließende Separatorscheibe nach Riensch hatte einen Durchmesser von 4,6 m und rillenartige Öffnungen von 2 × 30 mm. Die Scheibe war 15° gegen die Horizontale geneigt, teilweise getaucht und drehte sich 1,5 mal in der Minute. Über der Scheibe war ein spinnenartiger rotierender Bürstensatz mit acht Bürsten angebracht, die die auf der Scheibe sich ablagernden Stoffe in eine Rinne kehrten. Von dort wurden die Schmutzstoffe mit einem rechenähnlichen Fördergerät in einen Behälter gefördert. Angetrieben wurde die Anlage von einer Dampfmaschine mit 1,91 kW Leistung. Die Ergebnisse waren teilweise unbefriedigend, die Scheibe verbog sich unter der Belastung von Schlamm und Abwasser, auch war der Bürstensatz schlecht zu reinigen. Die Reinigungsleistung betrug ca. 10 % der groben Verunreinigungen.
Aufbauend auf dieses Ergebnissen wurden die von der Maschinenfabrik Wilhelm Wurl, Berlin, verbesserten Siebscheiben in der mechanischen Reinigungsanlage eingesetzt. Diese hatten einen Durchmesser von acht Metern und tauchten unter einem Winkel von 22,5° in das Abwasser ein. Damit war es möglich, ca. 34 % der ungelösten Stoffe zu entfernen, eine seinerzeit bedeutende Leistung. Die Riensch-Wurlschen Siebscheiben waren neben einer handberäumten vorgeschalteten Grobrechenanlage die alleinige Reinigungsstufe, zur damaligen Zeit eine durchaus übliche Verfahrensweise. So hatten z. B. die Orte Glatz, Herford, Lauenburg, Ludwigshafen am Rhein, Magdeburg, Mainz, Ragnit, Ratibor, Stettin, Torgau und Wurzen ebenfalls Siebscheiben als alleinige Abwasser-Reinigungsanlage.

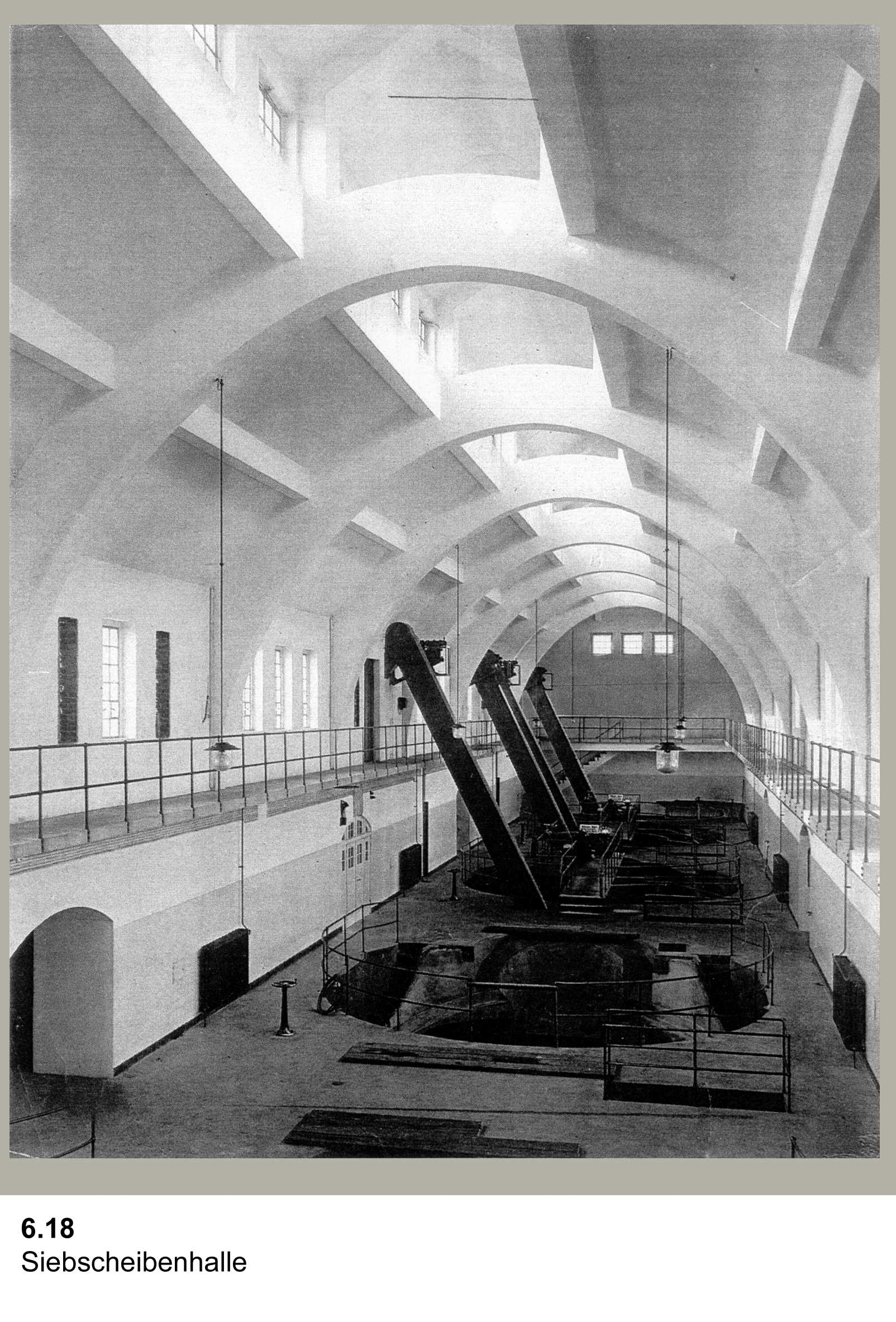
Siebscheibenhalle

Die vier Siebscheiben waren in einer Halle von 59 m Länge und 10,6 m Breite so angeordnet, dass die Scheiben parallel oder auch jeweils zwei in Reihe geschaltet werden konnten.

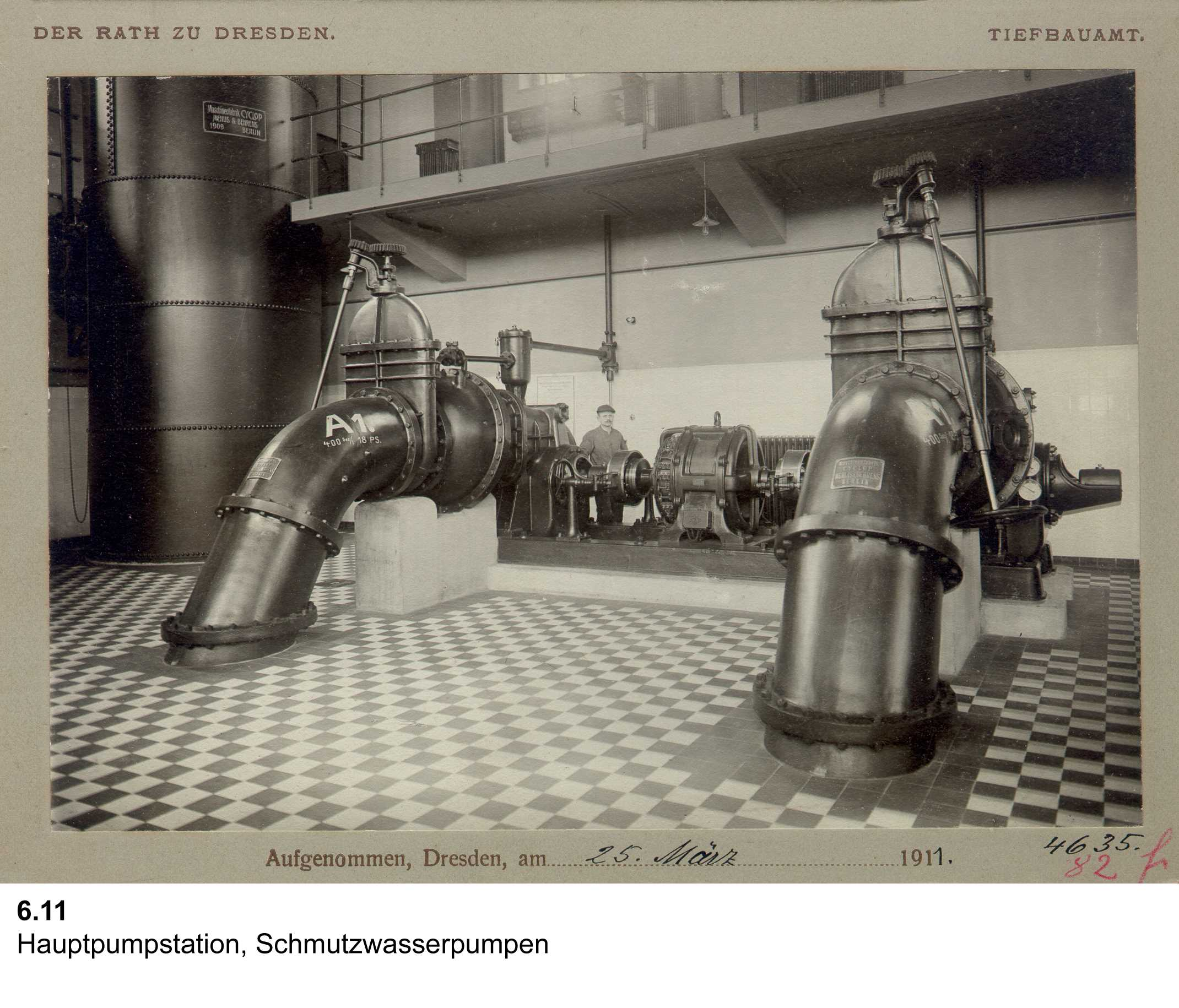
Schmutzwasserpumpen

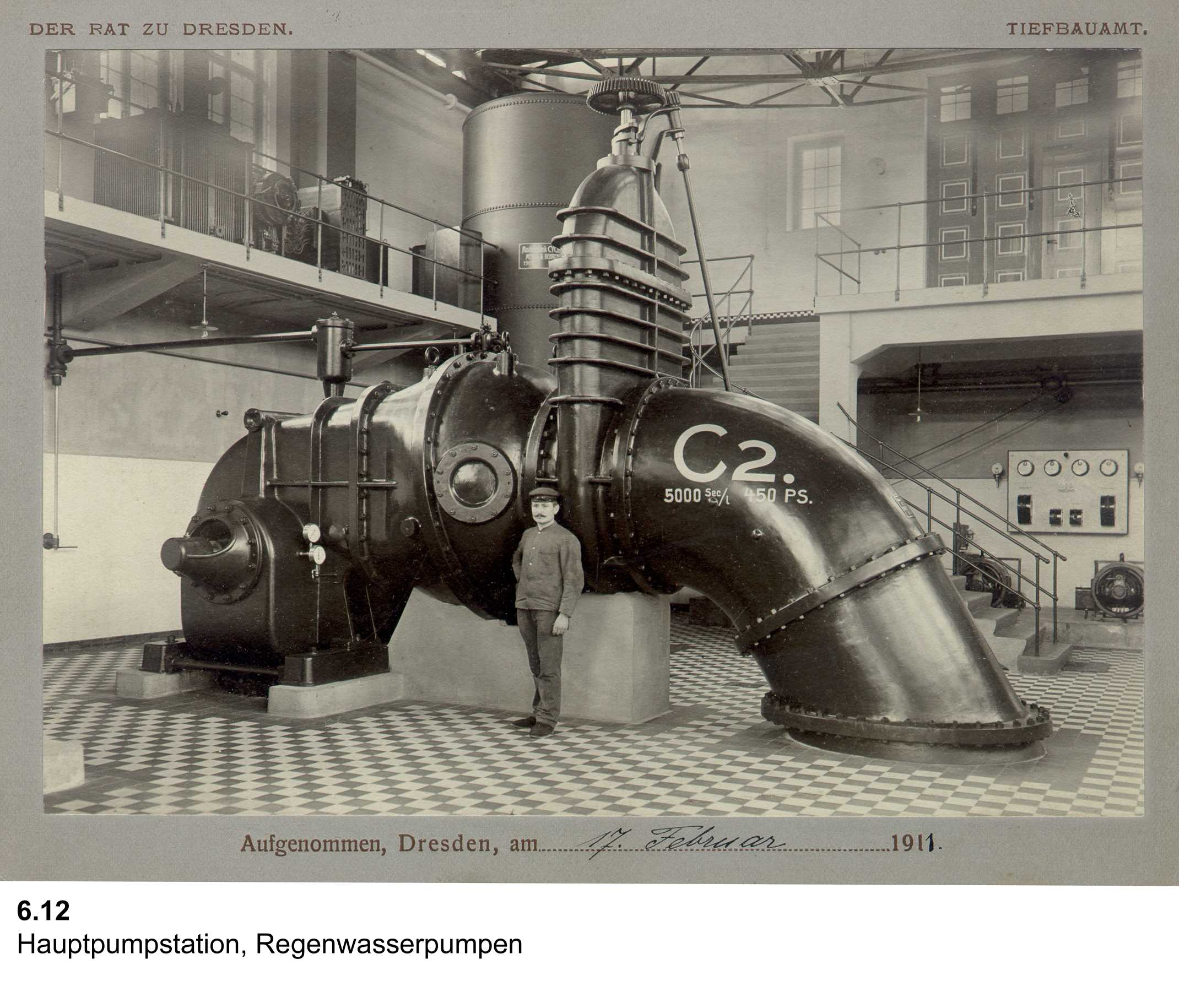
Regenwasserpumpen

Weiterhin wurde eine Pumpstation errichtet, die entsprechend dem Elbwasserstand die Vorflut des Abwassers im Stadtgebiet sicherte. In einer Halle von 46 m Länge und 18 m Breite konnten mittels elf Pumpen verschiedener Größe bis zu 22,3 m3/s Wasser gehoben werden.

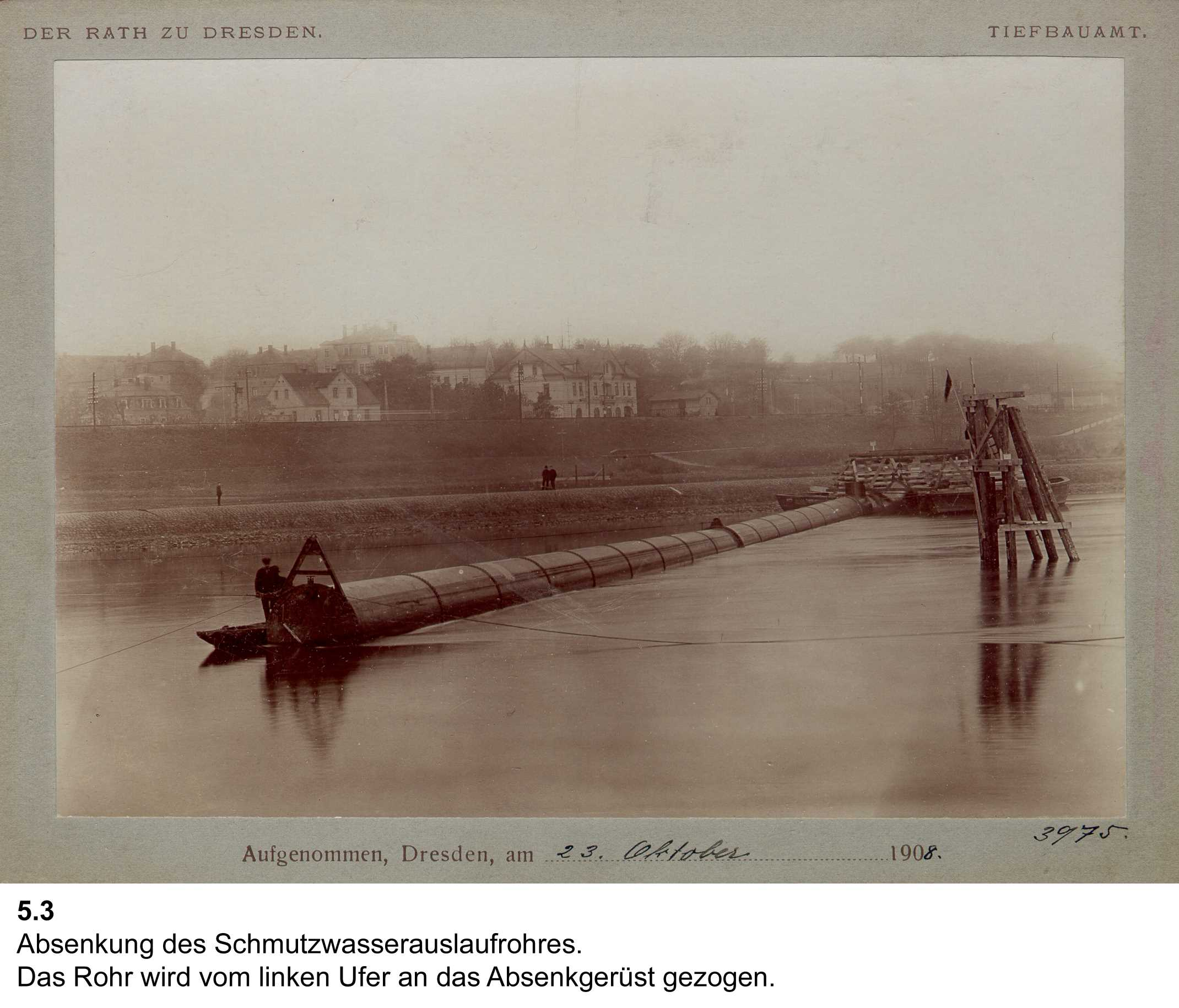
Absenken des Schmutzwasserauslaufrohres

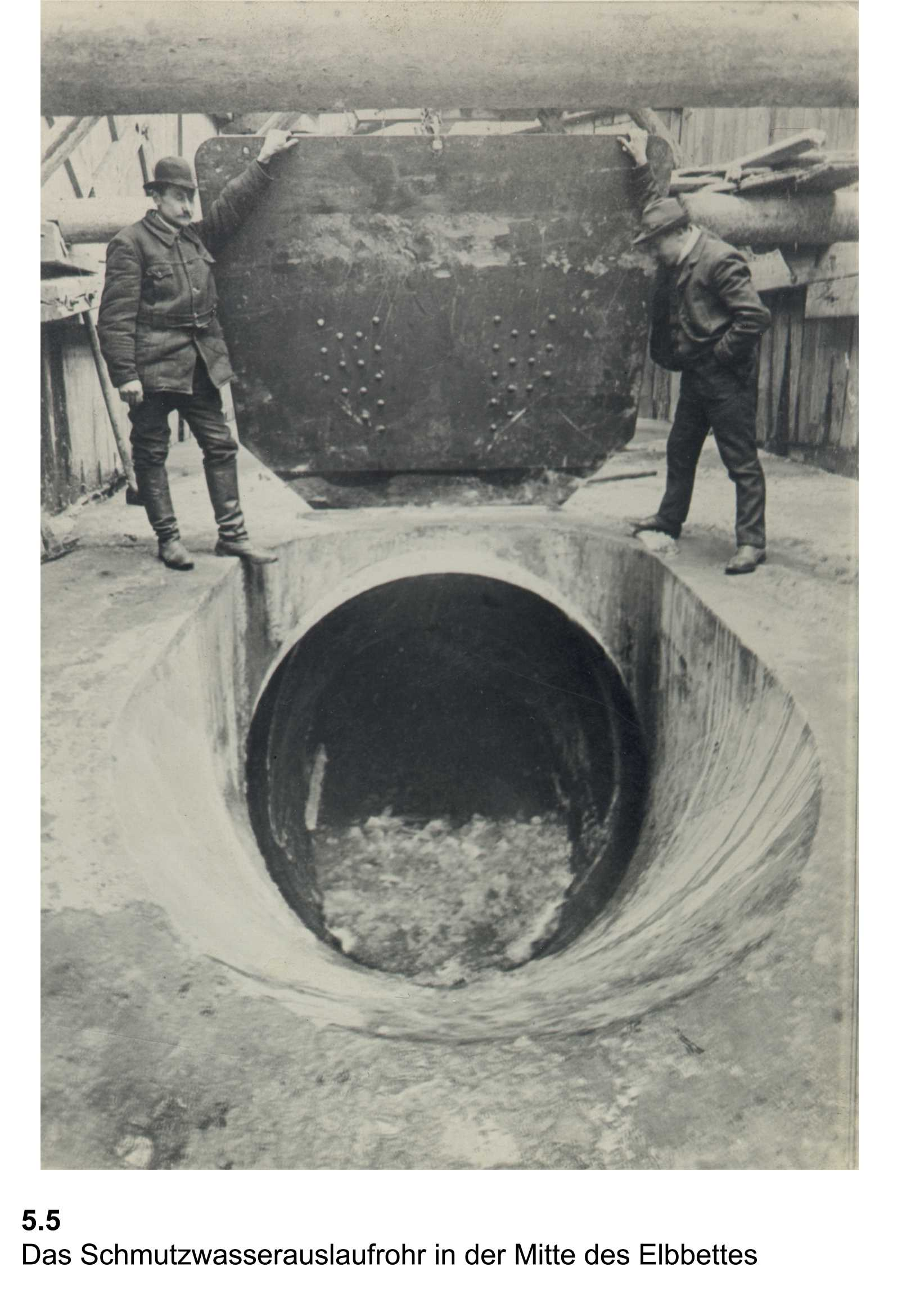
Schmutzwasserauslaufrohr in der Mitte des Elbbettes

Das gereinigte Abwasser wurde über einen 450 Meter langen Kanal zur Elbe geleitet, der dort mit einem schmiedeeisernen Rohr von 2 m Durchmesser in der Flussmitte ausmündete. Dieser ist heute noch in Betrieb.

#### Siebgutbehandlung

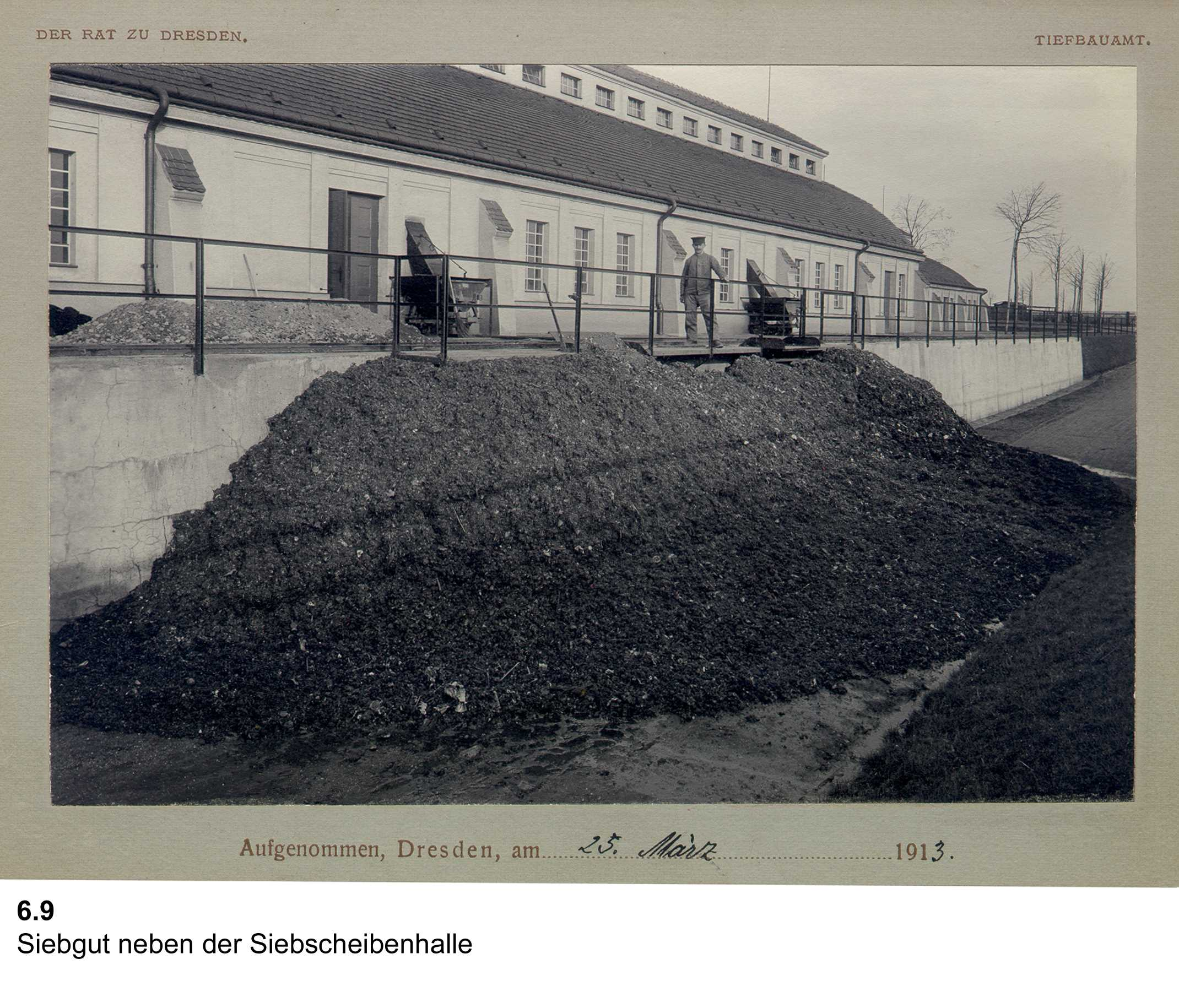
Siebgut

Nach mehrtägiger Ablagerung hatte das abgetrennte Siebgut laut einer Analyse der Agrikulturchemischen Versuchsanstalt Promnitz folgende Zusammensetzung:
| Wassergehalt        | Wassergehalt        | 67,660 % |
| organische Stoffe   | organische Stoffe   | 17,240 % |
| davon Stickstoff    | davon Stickstoff    | 0,628 %  |
| mineralische Stoffe | mineralische Stoffe | 15,100 % |
| davon               | Kali                | 0,080 %  |
|                     | Phosphor            | 0,182 %  |
|                     | Kalk                | 0,586 %  |

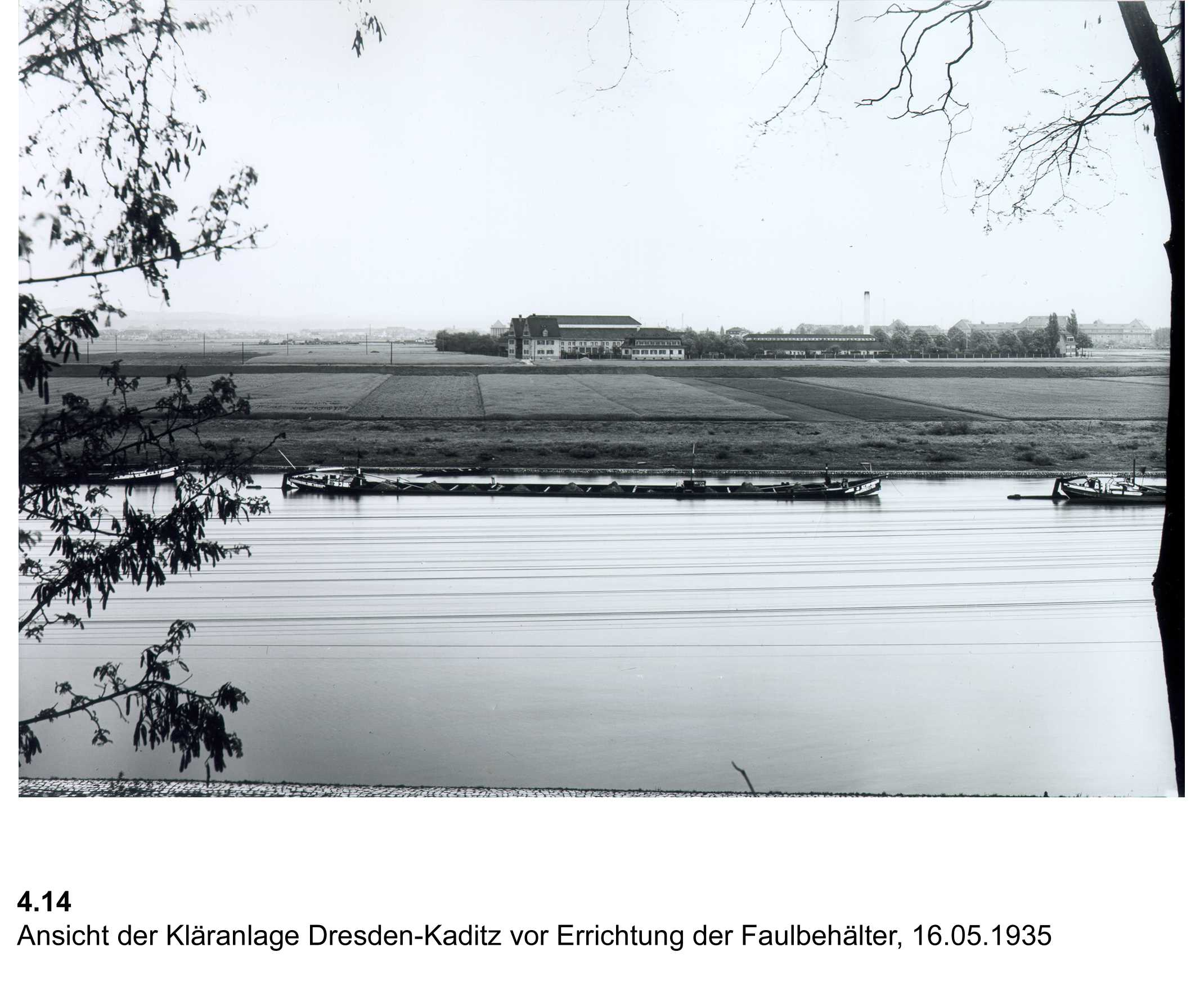
Ansicht der Kläranlage vor Errichtung der Faulbehälter 1935

Das Siebgut wurde an die Landwirtschaft abgegeben und dort zur Bodenverbesserung eingesetzt. Da diese Verwendung nur zeitweise möglich war, war eine Behandlung des Siebgutes zur besseren Lagerfähigkeit unumgänglich. Nach diversen Versuchen zur Trocknung oder Entfettung wurde 1914 der Bau einer Aufbereitungsanlage geplant, der aber durch den Ersten Weltkrieg verhindert wurde.

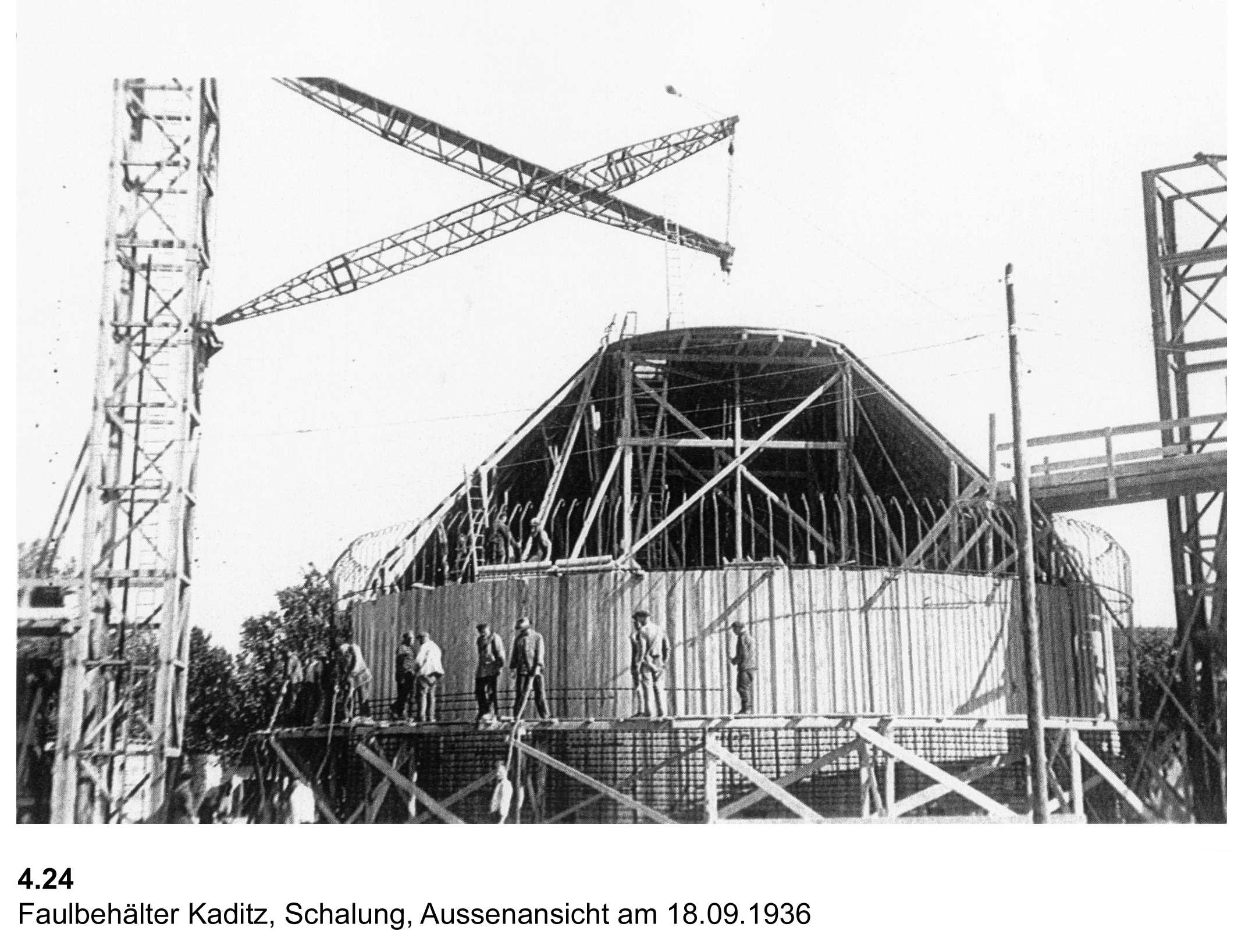
Faulbehälter, Schalungsarbeiten 1936

Nach mehreren Versuchen wurde schließlich 1936 der Bau eines geschlossenen Faulbehälters mit einem Volumen von 2500 m³ begonnen. Dieser wurde auf 33 °C beheizt und war nach Essen-Rellinghausen der dritte beheizte Faulbehälter Deutschlands. Das Siebgut wurde bis zur Geruchsfreiheit ausgefault und anschließend auf offenen „Trockenbeeten“ entwässert. Das stichfeste Material wurde dann wiederum den Bauern als Düngemittel zur Verfügung gestellt. Das bei der Faulung entstandene Faulgas wurde in einem Gasometer gespeichert und später zur Beheizung des Faulbehälters verwendet.

### 2. Epoche (1952–1987): Vorkläranlage Dresden-Kaditz

#### Abwasserreinigung

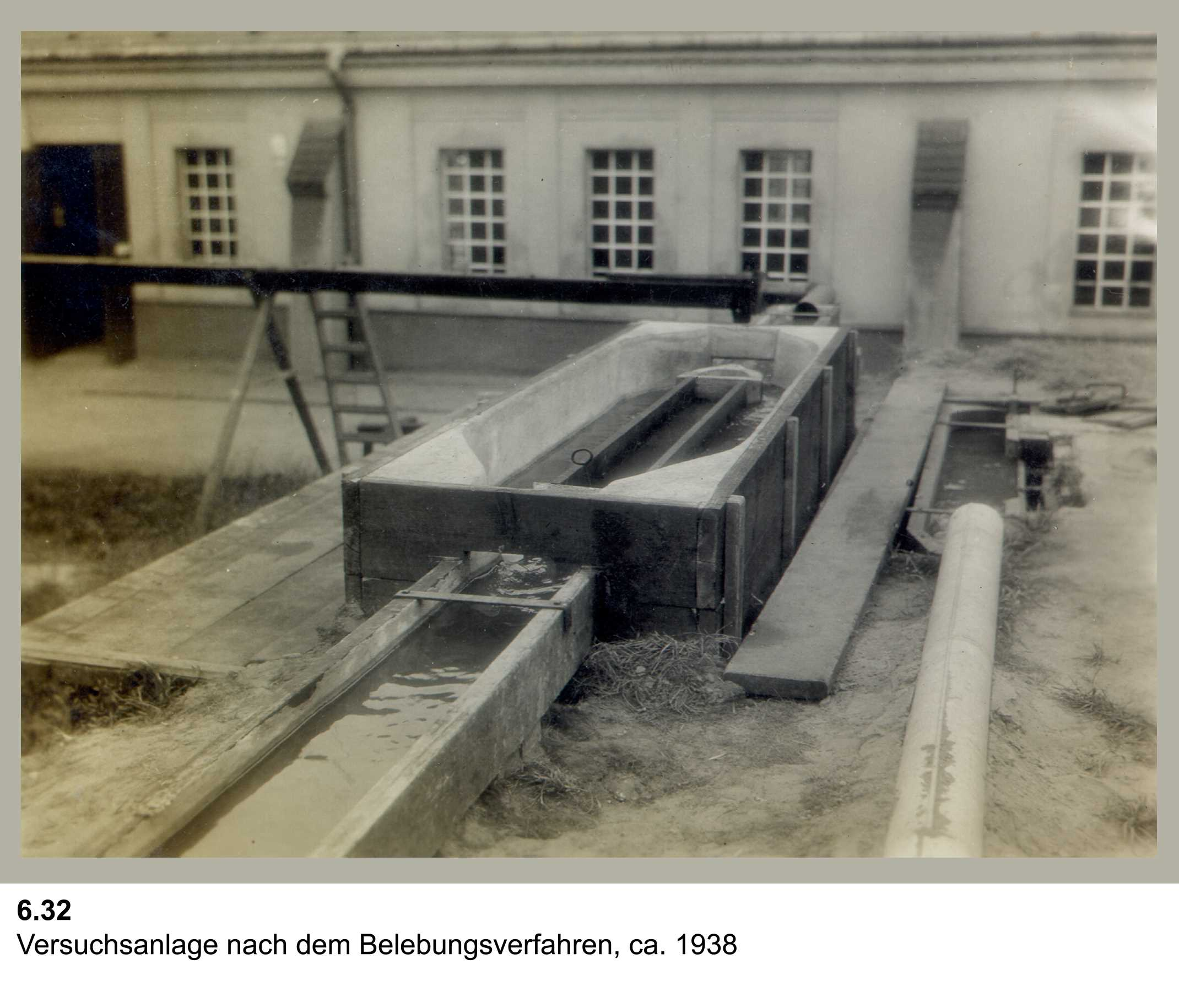
Versuchsanlage zum Belebungsverfahren 1938

Die rein mechanische Reinigung mittels Siebscheiben konnte steigenden Anforderungen an die Gewässergüte auf Dauer nicht genügen. So wurden ab 1936 im Tiefbauamt Pläne zur Steigerung der Reinigungsleistung mittels biologischer Verfahren, wie dem Tropfkörperverfahren oder dem Belebtschlammverfahren ausgearbeitet, die aber durch den Zweiten Weltkrieg nicht weitergeführt werden konnten.
Die Nahrungsmittelknappheit der Nachkriegsjahre verlagerte den Schwerpunkt der Abwasserreinigung hin zur landwirtschaftlichen Abwasserverwertung, um die Erträge zu steigern. Dadurch hätte sich auch eine 100%ige Schmutzfrachtreduzierung für die Elbe ergeben, indem in der Vegetationsperiode kein Abwasser mehr eingeleitet worden wäre. Die Gelder für den Umbau der Kläranlage wurden demnach nur für eine landwirtschaftliche Abwasserverwertung zur Verfügung gestellt.
Grundgedanke dieser Lösung war, den Nährstoffgehalt des Abwassers so weit wie möglich zu nutzen, deshalb sollte das Abwasser in mechanischen Vorklärbecken mit einer Aufenthaltszeit von nur einer Stunde soweit gereinigt werden, wie es für die weitere Verwendung oder Ableitung in die Elbe erforderlich war. In einem Freispiegelkanal sollte es nach Sörnewitz geleitet und von dort auf die Felder im Raum Großenhain gepumpt werden. Es war geplant, zirka 110.000 m3/d zu verregnen. Für das System waren zwei Ausbauabschnitte vorgesehen, wobei nur der 1. Ausbauabschnitt, der Umbau der Kläranlage, zur Ausführung kam; der 2. Ausbauabschnitt scheiterte an Geld- und Materialmangel.
Der Betrieb der Siebscheiben gestaltete sich aufgrund der Materialverschleißes nach dem Krieg immer schwieriger, ab 1952 erfolgte die schrittweise Demontage. An Stelle der 4. Siebscheibe wurde ein Rechen mit 35 mm Stabweite eingebaut. Zum Schutz der Pumpen wurde außerdem ein Sandfang (zwei Kammern mit 36 m Länge und 4 m Tiefe) zwischen der Siebscheibenhalle und dem Pumpwerk angeordnet. Durch eine Verringerung der Fließgeschwindigkeit auf 0,3 m/s setzen sich die schweren Sande ab, während die leichteren Schwebestoffe weitergetragen werden.
Die Pumpstation blieb in ihrem Grundkonzept erhalten, neu war jedoch, dass durch die Anordnung der Absetzbecken das Abwasser nun kontinuierlich gepumpt werden musste. Ab einem Pegelstand von 4,50 m funktionierte der freie Auslauf aus den Absetzbecken in die Elbe nicht mehr, so dass dann das gesamte grobgereinigte Abwasser über die Regenwetterpumpen in die Elbe mit erhöhtem Wasserstand gepumpt wurde.
Für die Hauptreinigung des Abwassers, die früher durch die Siebscheiben erfolgte, wurden fünf Rechteck-Absetzbecken von je 60 m Länge, 10 m Breite und 2,4 m Tiefe errichtet, deren Reinigungseffekt um ein Vielfaches über dem der Siebscheiben lag. 90 % der absetzbaren Schmutzstoffe sanken zu Boden, die gelösten Stoffe, vor allem Stickstoff und Phosphor blieben erhalten und sollten der Landwirtschaft zugutekommen. Das so gereinigte Abwasser floss über ein Absturzbauwerk in den vorhandenen Schmutzwasserkanal und dann der Elbe zu, da die Ableitung auf die Felder in Richtung Großenhain nicht realisiert wurde (siehe oben).
Die umgebaute Anlage wurde im Mai 1956 in Betrieb genommen.

#### Schlammbehandlung

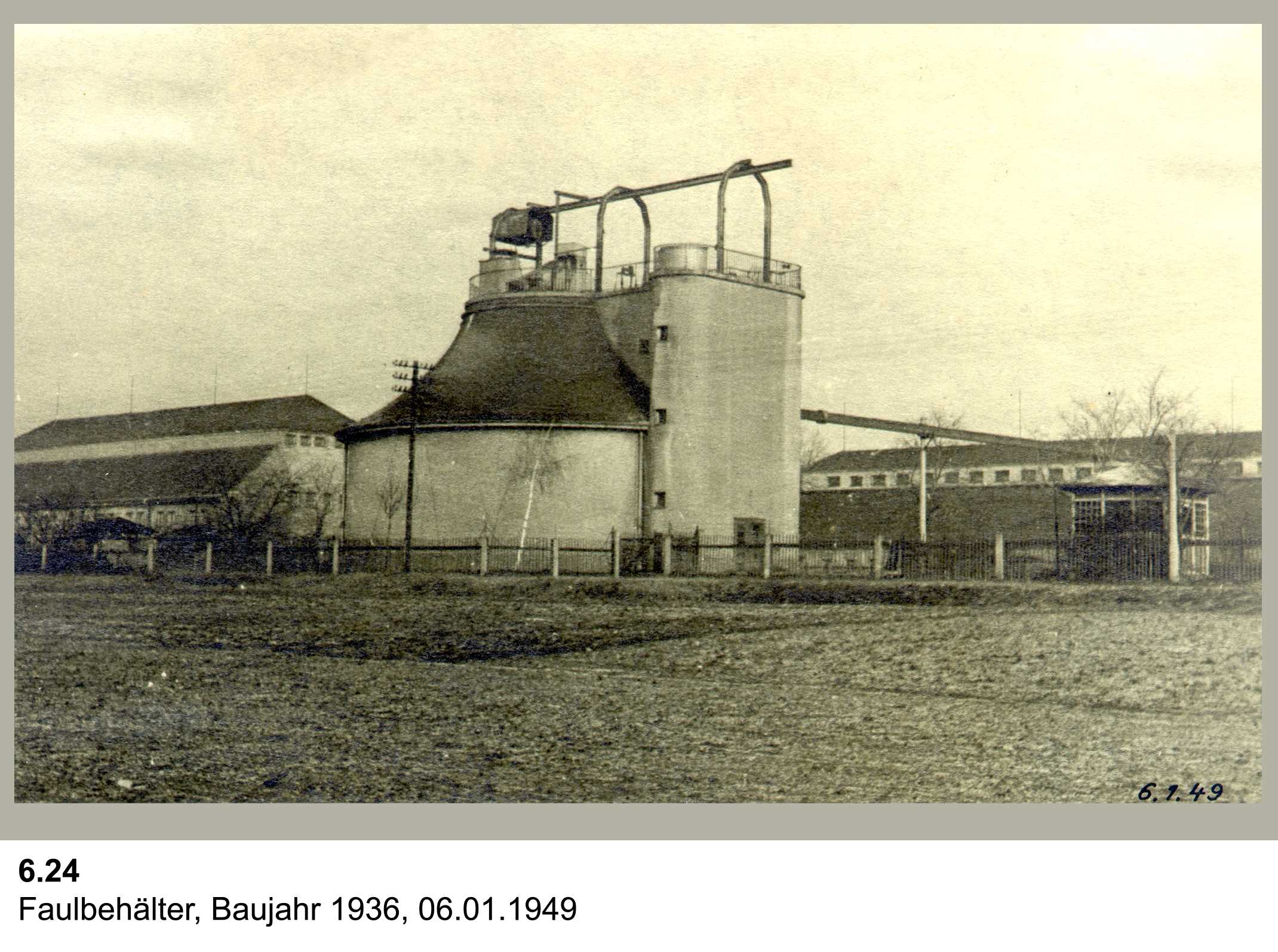
Faulbehälter, 1949

In den Absetzbecken fielen ca. 600 m³ Schlamm pro Tag an, die mit dem Bodenschiebeschild des mechanischen Räumgerätes in die Schlammtaschen der Absetzbecken geschoben und von dort in die Schlammbehandlungsanlage gepumpt wurden.
Der vorhandene Faulbehälter mit 2.500 m³ Inhalt war für diese Schlammmenge mit einer Aufenthaltszeit von ca. vier Tagen zu klein. Eine Variante der Erweiterung war die Anordnung eines weiteren Faulbehälters mit 5.000 m³ Inhalt elbwärts unterhalb dem Vorhandenen. Realisiert wurde aber letztendlich ein weiterer Faulbehälter mit 2.500 m³ spiegelbildlich neben dem Vorhandenen.

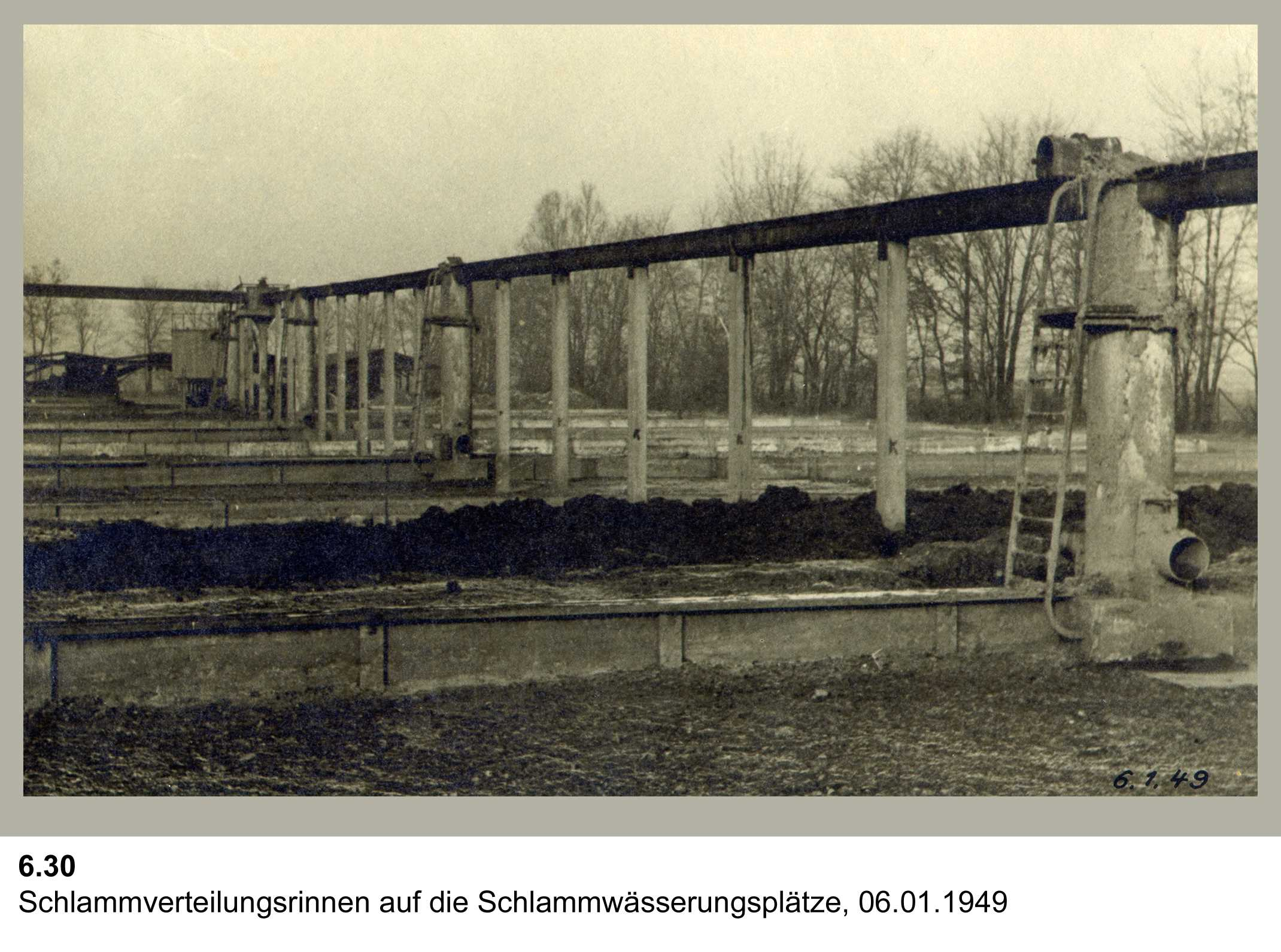
Schlammentwässerungsplätze, 1949

Das nun vorhandene Faulraumvolumen von 5.000 m³ genügte nicht, um eine Ausfaulung zu erreichen, so dass noch zwei unbeheizte, offene Faulräume mit 13.000 bzw. 18.000 m³ Inhalt angeordnet wurden. Entwässert wurde der ausgefaulte Schlamm über Trockenbeete, die auf eine Fläche von 25.000 m² erweitert wurden. Für den stichfesten Schlamm bestand seitens der Bauern und Gärtner großes Interesse. Um einen kontinuierlichen Absatz des Schlammes zu sichern, wurde gemeinsam mit der „Gärtnerischen Produktionsgenossenschaft Kaditz“, dem späteren Frühgemüsezentrum, welches die an die Kläranlage angrenzenden Felder bewirtschaftete, ein Rohrleitungsnetz gebaut und von 1964 bis 1986 betrieben.

Zustand in den 1980er Jahren
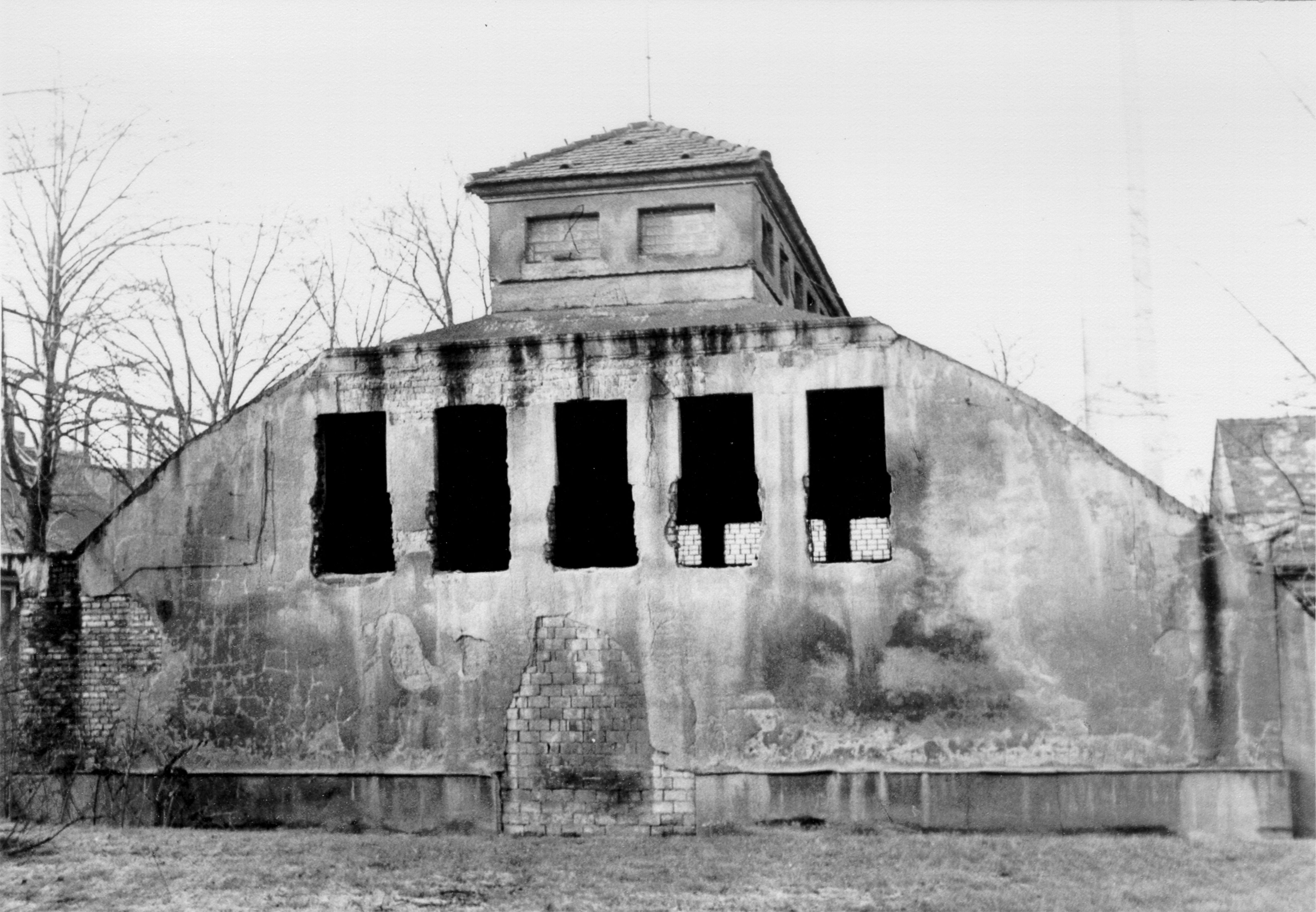
Grobrechengebäude
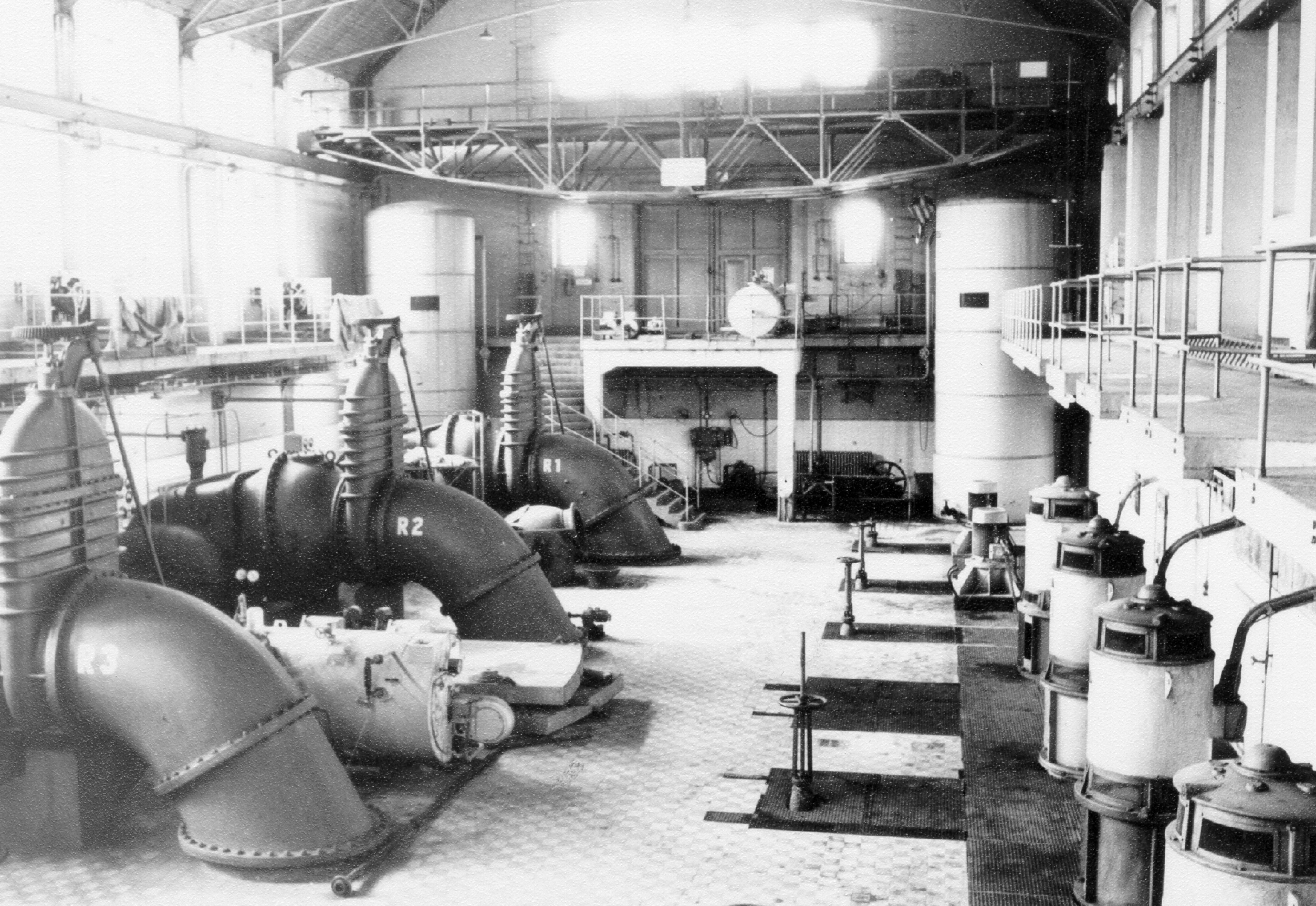
Pumpwerk
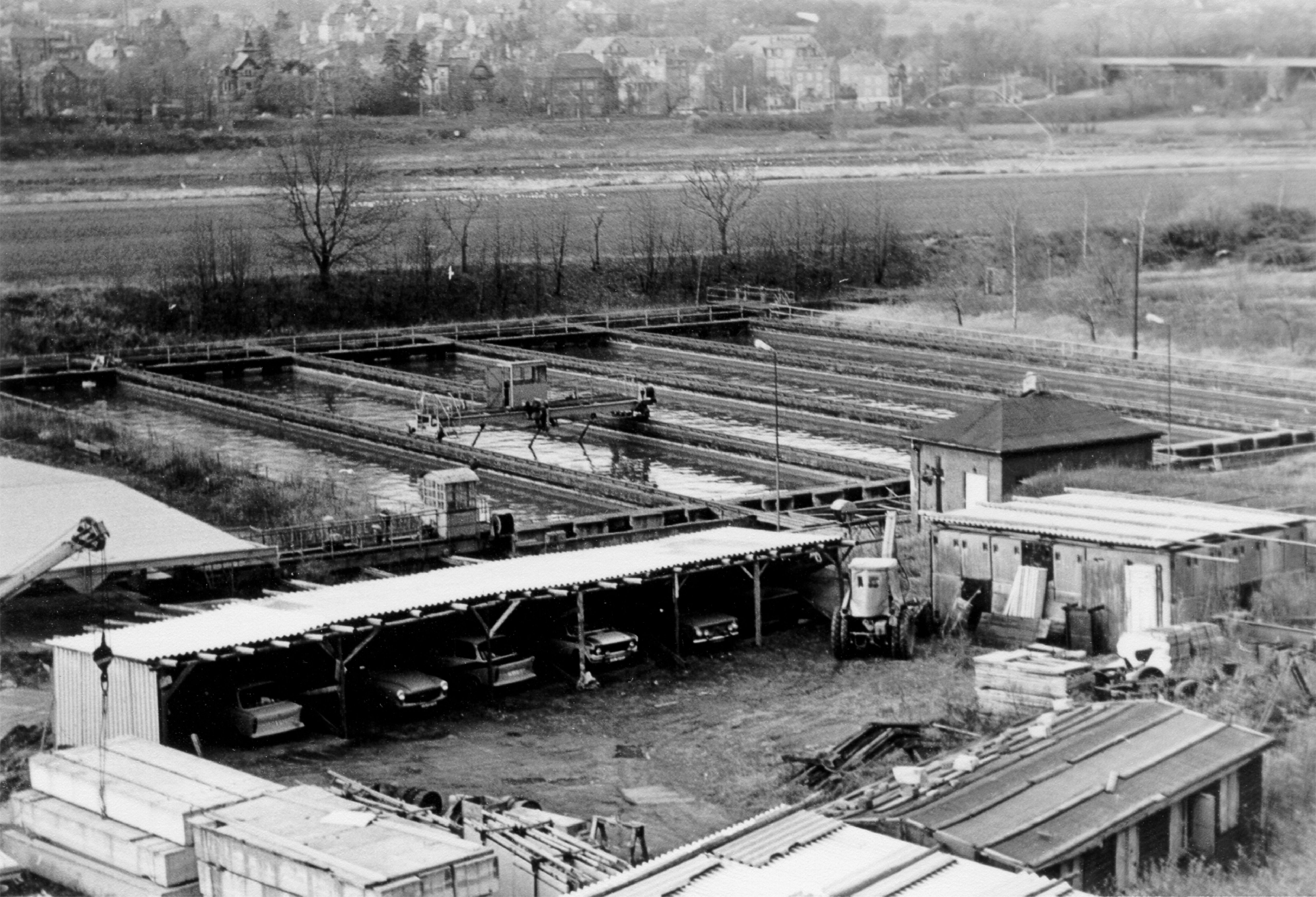
Absetzbecken
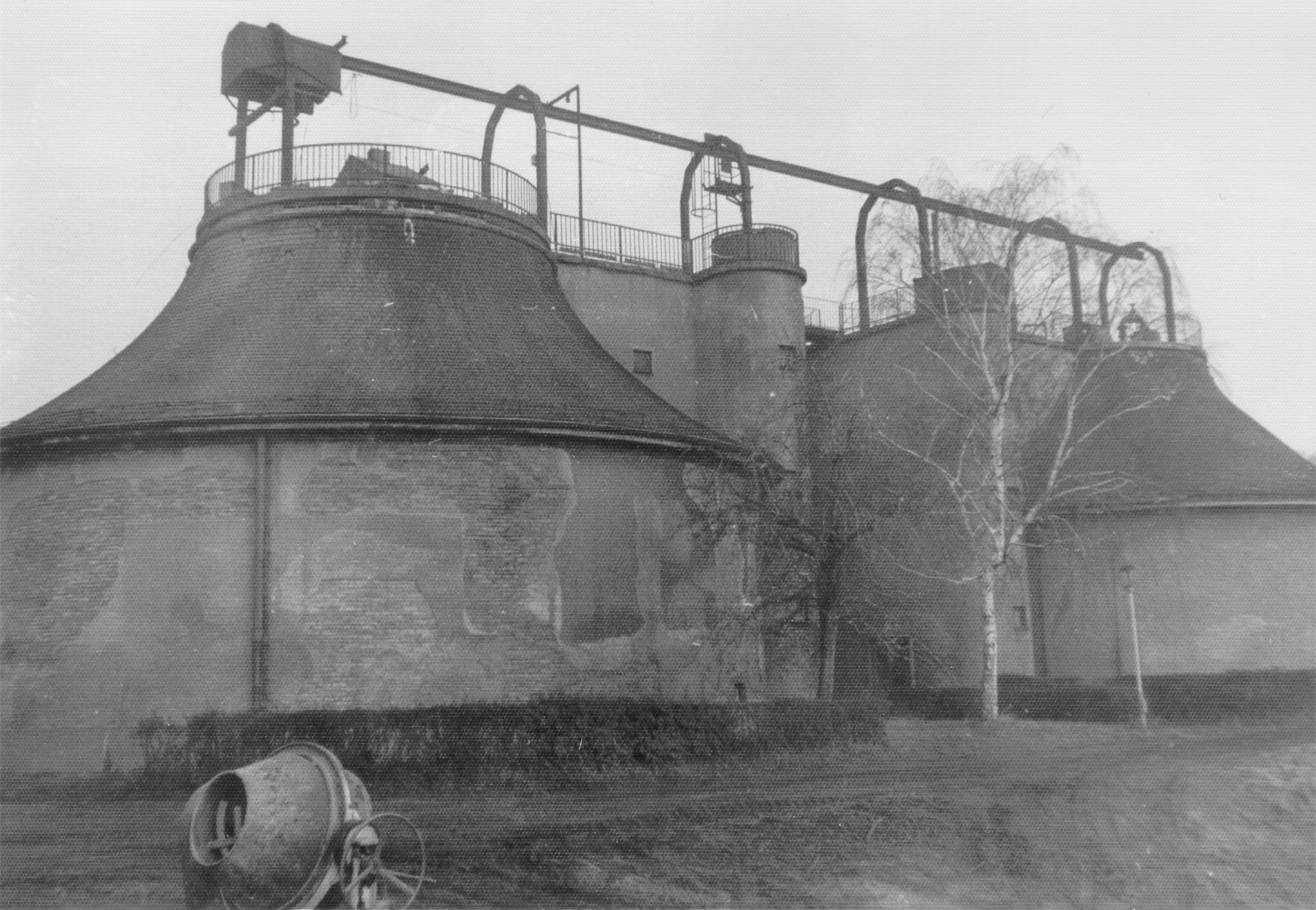
Faultürme
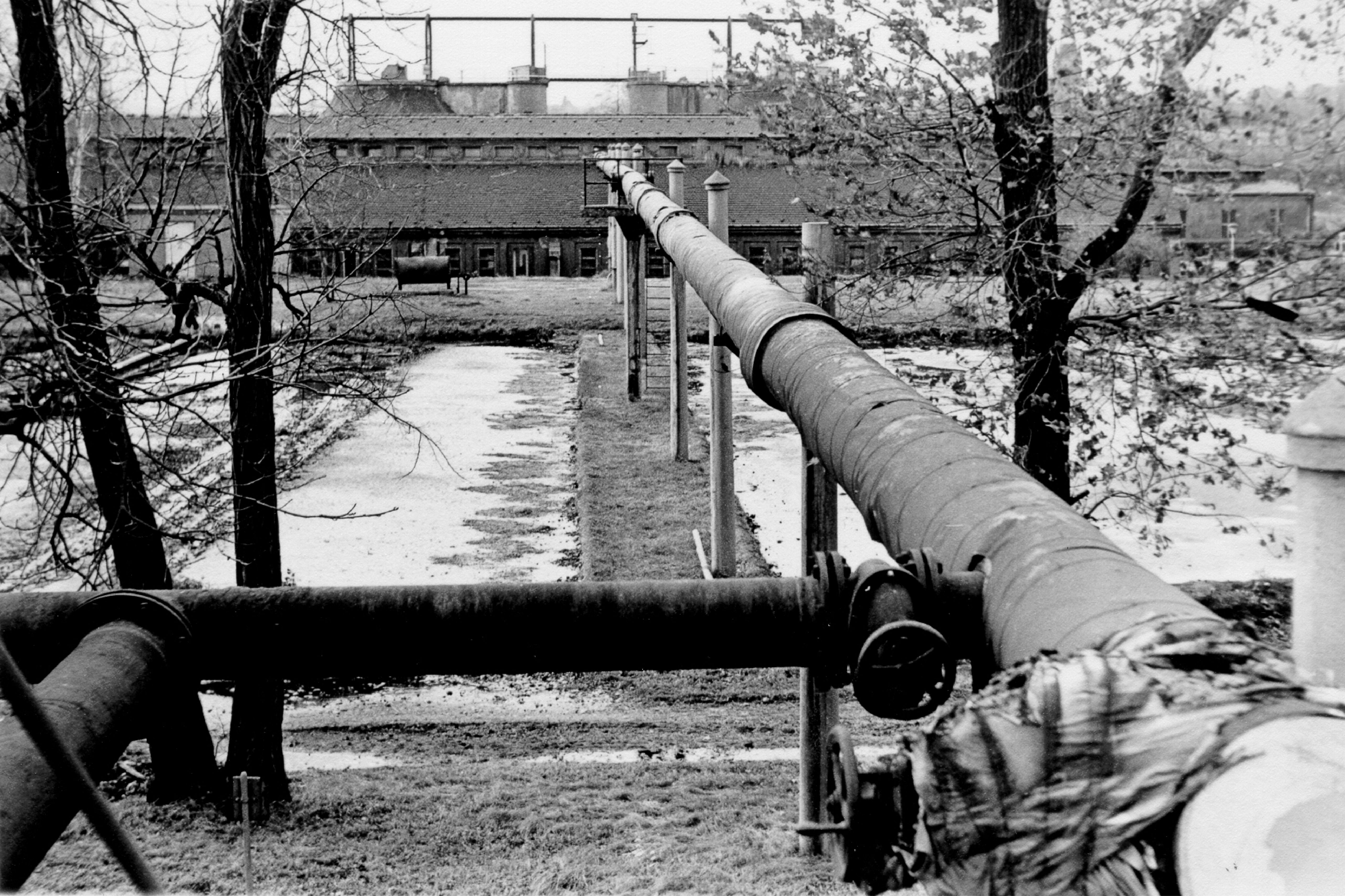
Schlammbecken
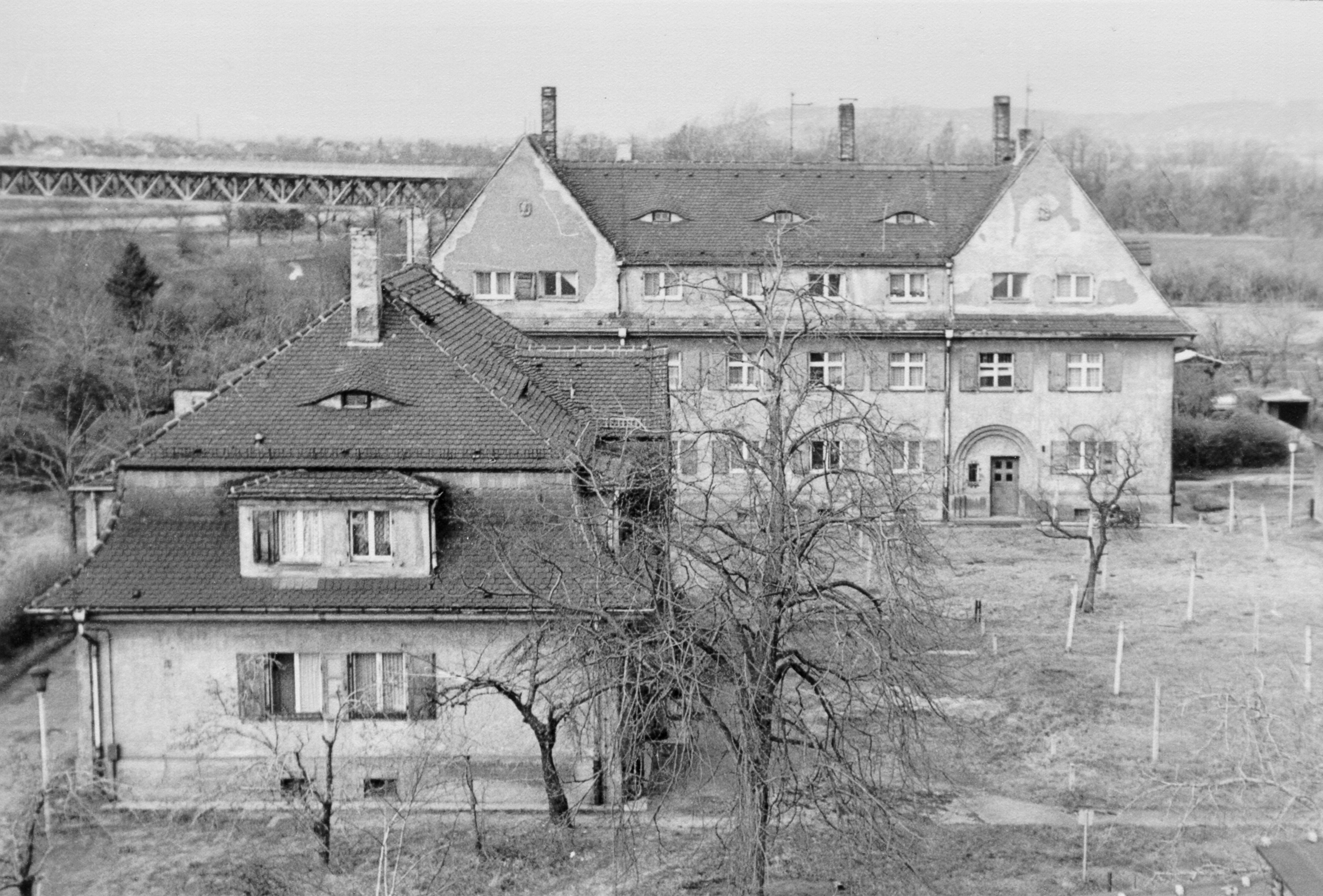
Wohngebäude

### 3. Epoche (1987 – Gegenwart): Von der Gemeinschaftskläranlage zum Klärpark

#### Abwasserreinigung
Aufgrund der planwirtschaftlichen Rahmenbedingungen in der DDR konnten die Investitionen zur Erhaltung der Anlage in der Zeit nach dem Umbau nicht im erforderlichen Umfang realisiert werden. Dies führte dazu, dass die Anlage während des Betriebes nach und nach verfiel und in einem katastrophal verschlissenen Zustand am 2. Januar 1987 während eines Stromausfalls bei Elbehochwasser gänzlich ausfiel. Die im Jahre 1986 begonnenen Bauarbeiten, die aufgrund des „Maßnahmeplanes zur Realisierung des Beschlusses des Präsidiums des Ministerrates der DDR zur Erhöhung der Wassernutzungen im oberen Elbeabschnitt Pirna/Dresden/Riesa vom 20. Oktober 1983“ vom 5. Dezember 1983 (PMR-Beschluss Nr. 02/108/I/83) begannen, kamen zu spät und konnten die Katastrophe nicht verhindern.

Havarie 1987
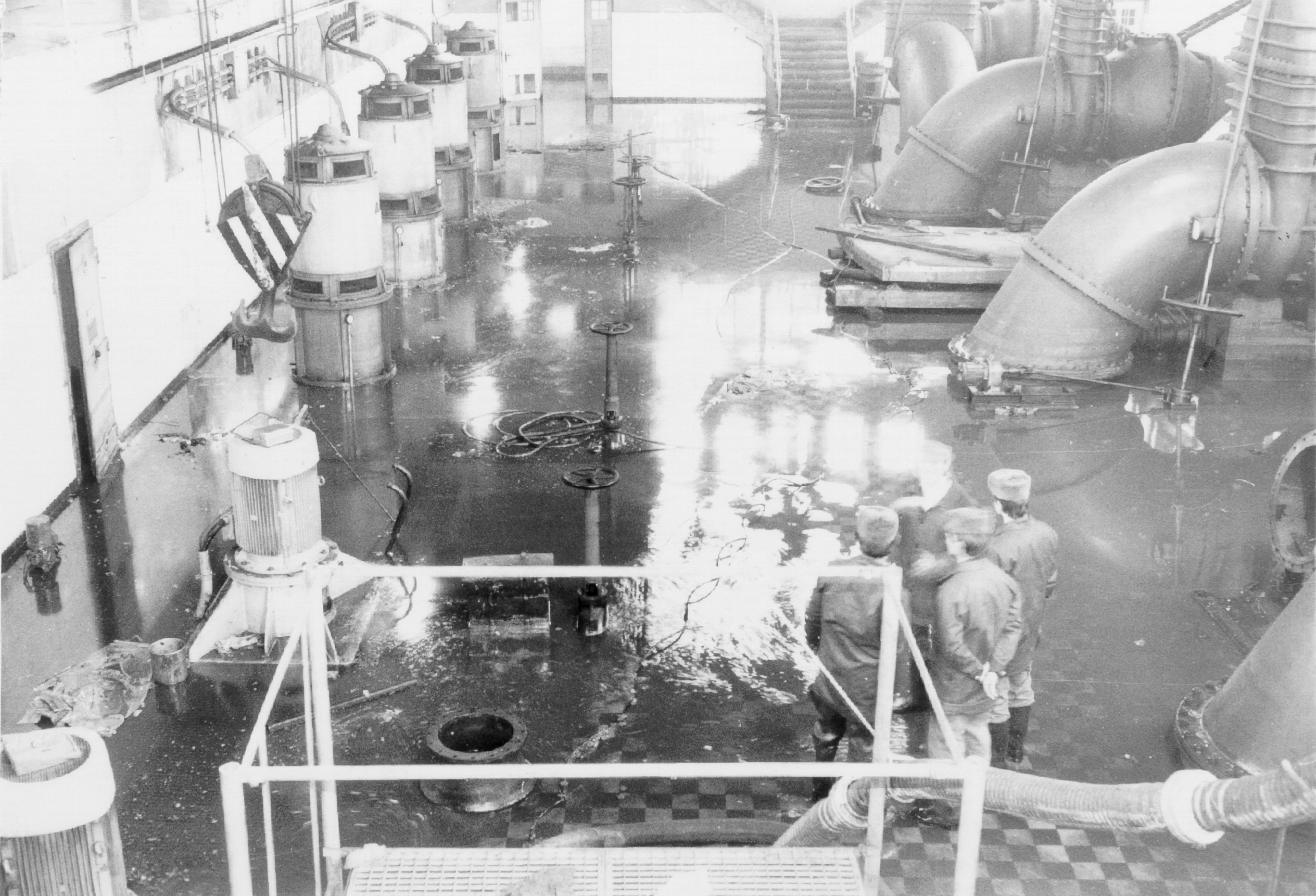
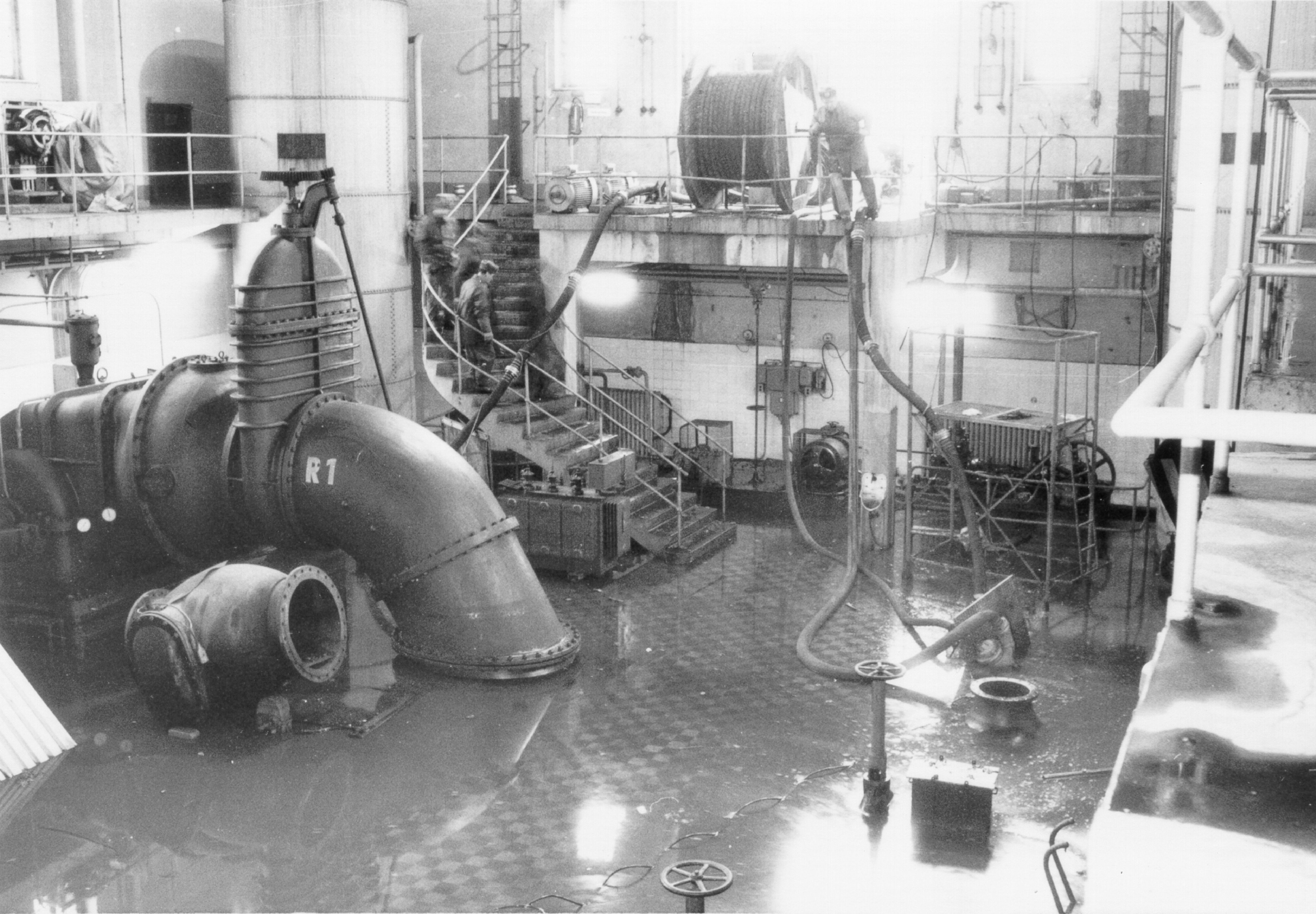
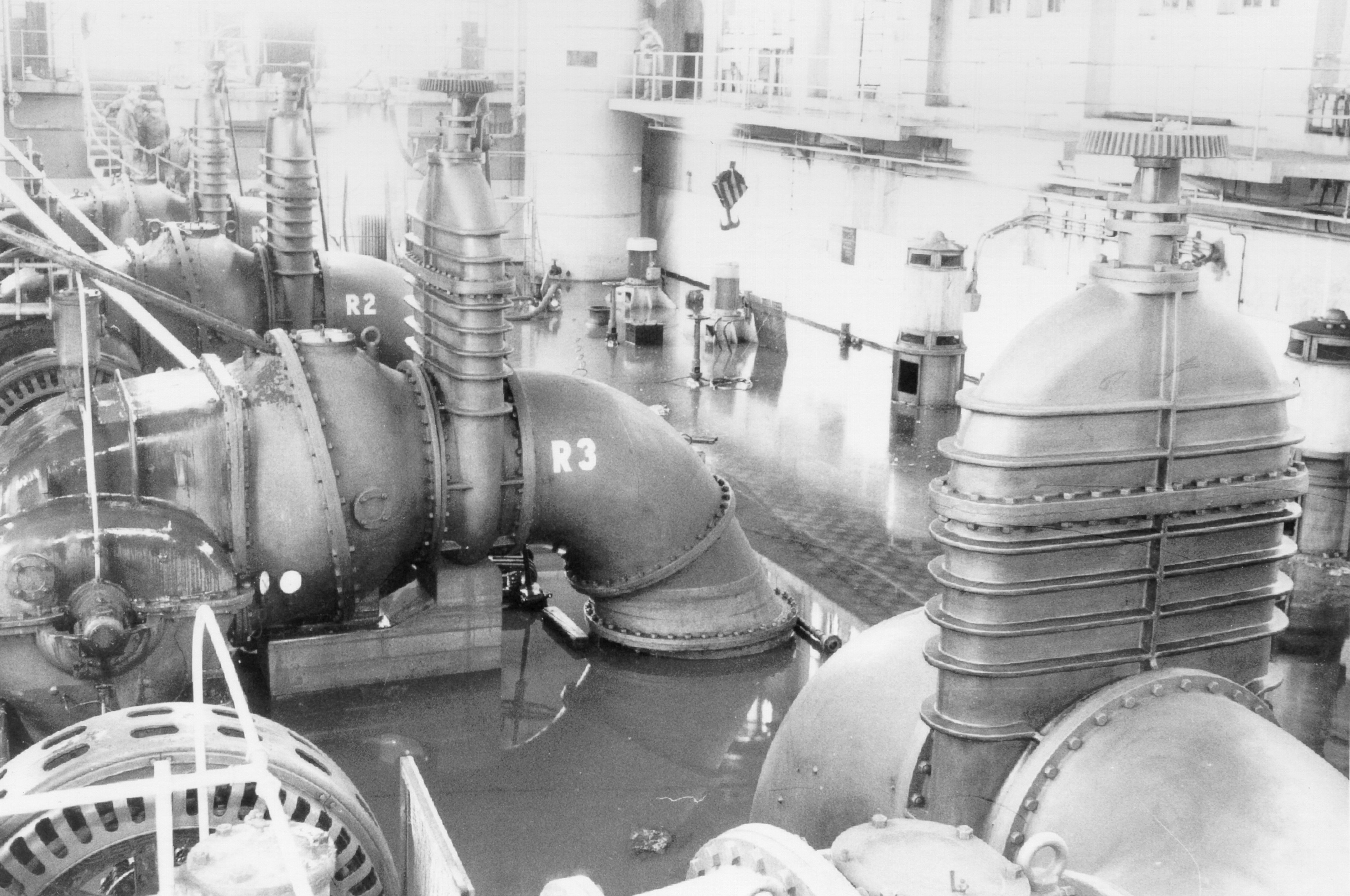
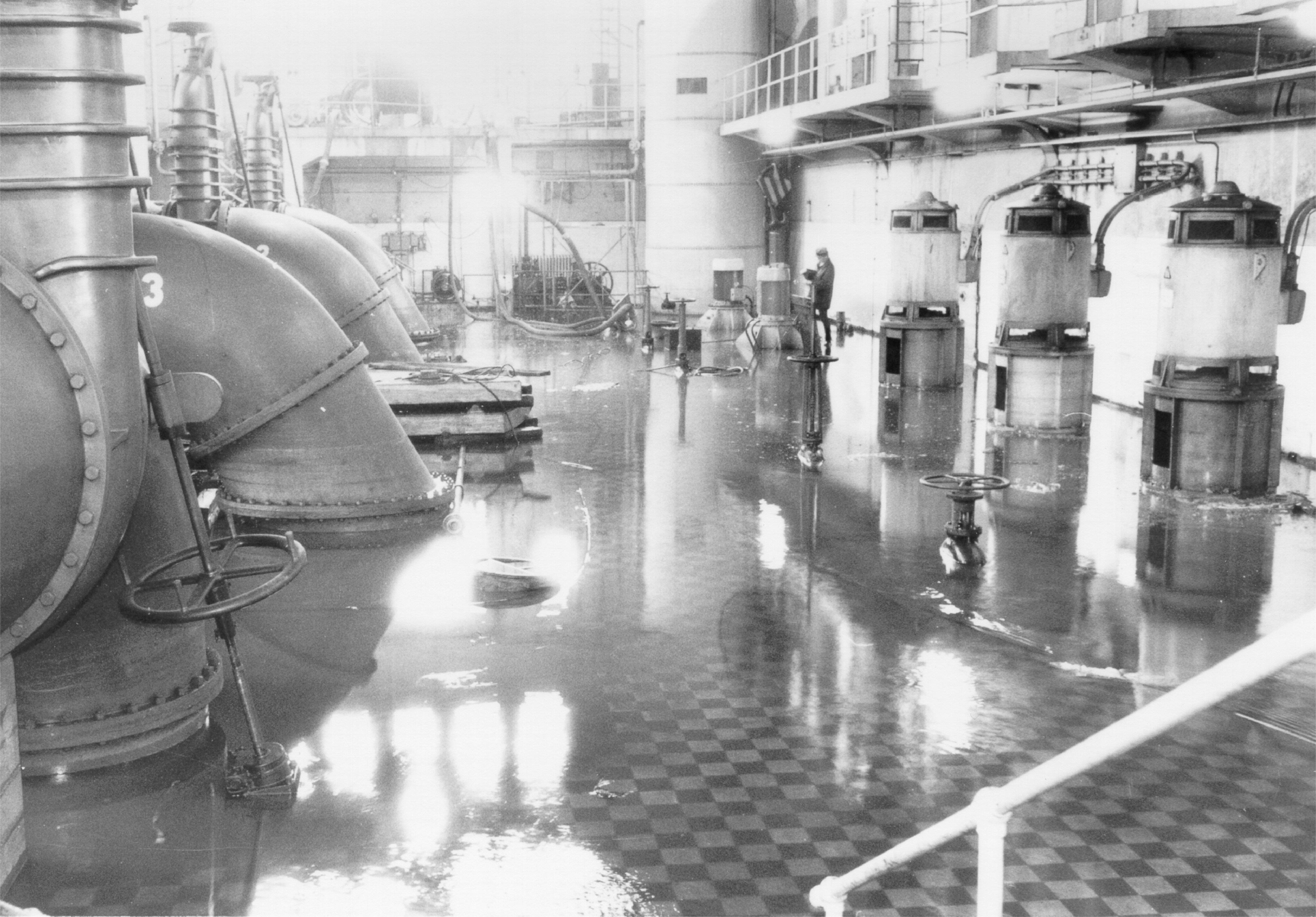
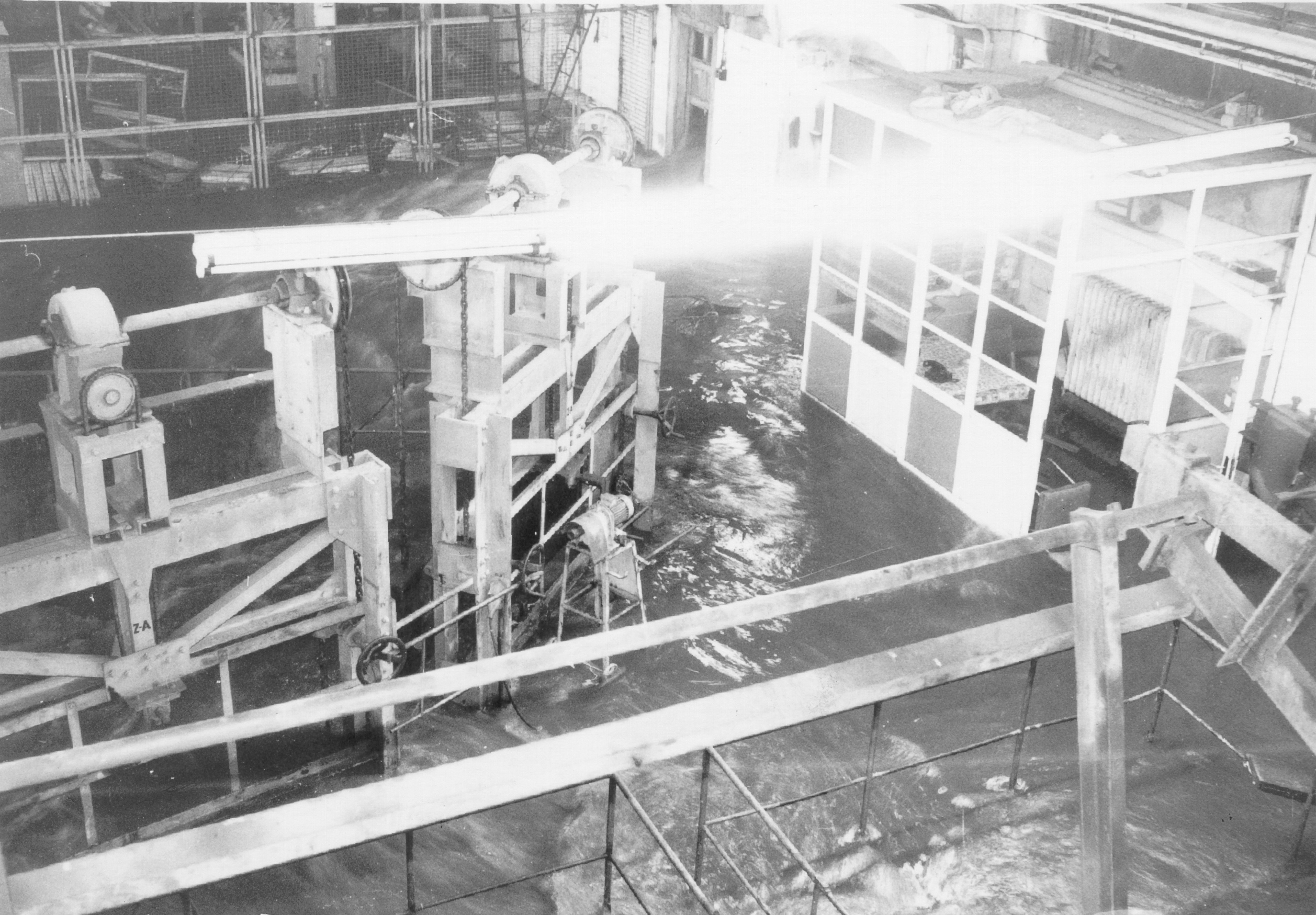
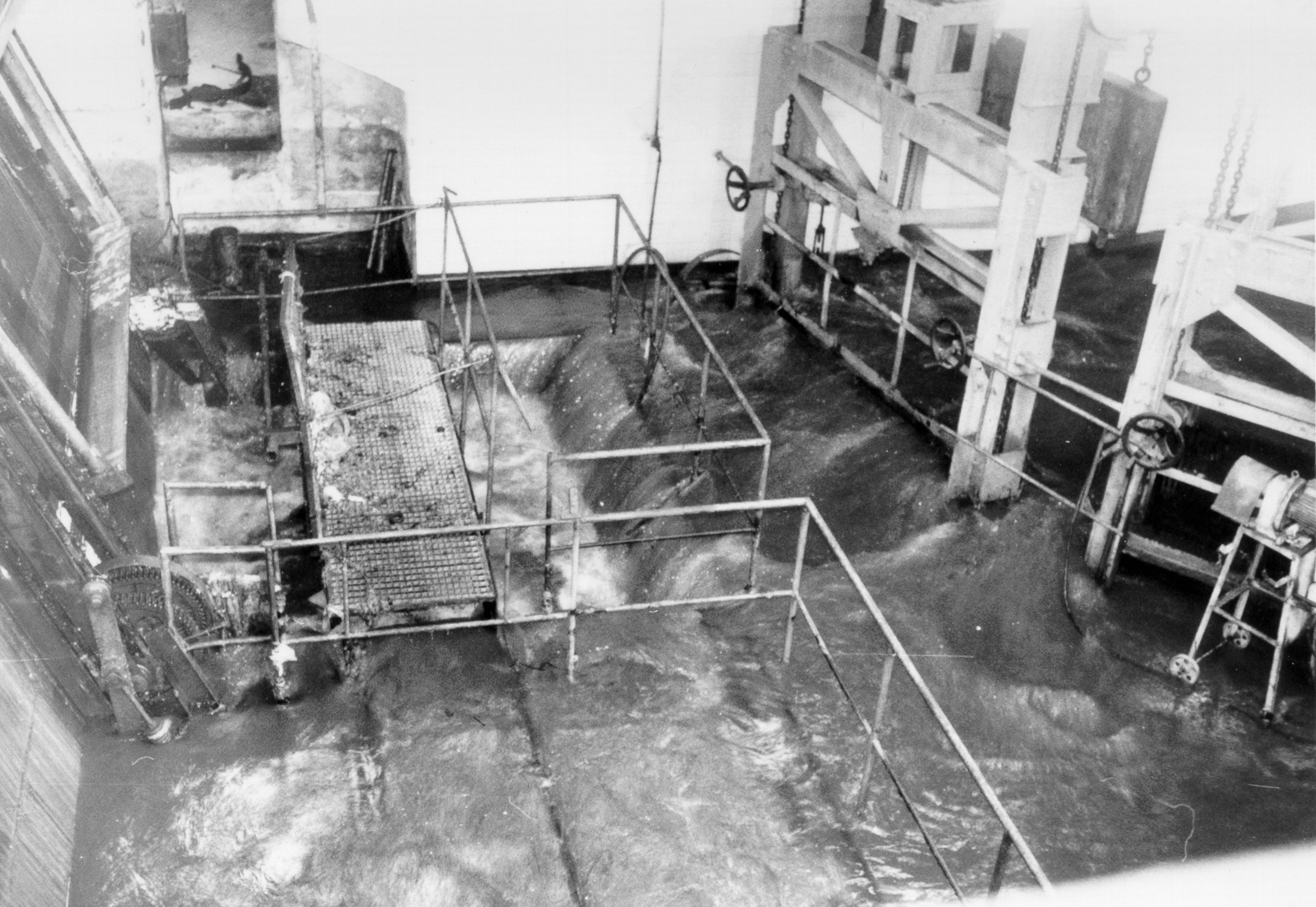

Besagter Maßnahmeplan wurde aufgrund der steigenden Verschmutzung des Elbewassers durch die nicht vorhandenen oder unzureichenden Abwasserreinigungsanlagen von Industrie und Kommunen am Oberlauf der Elbe erforderlich, bezog doch die Stadt Dresden u. a. einen Großteil des benötigten Trinkwassers aus der Elbe. In diesem Maßnahmeplan heißt es weiter:
„Punkt I. 2. Es ist die politisch-ideologische Klarheit zu schaffen, daß die Verbesserung der Wasserbeschaffenheit der Elbe wichtige Voraussetzung ist, um im Gebiet der oberen Elbe langfristig die Trinkwasserversorgung, Bewässerung und Brauchwasserbereitstellung zu gewährleisten, bedeutende Ergebnisse bei der Wertstoffrückgewinnung aus dem Abwasser auf dem Gebiet des Umweltschutzes im Interesse der Bürger der Republik sowie Reserven für eine weitergehende Nutzung des Elbewassers erschlossen werden und daß dann die aktive Mitarbeit aller Leiter und Produktionskollektive der beteiligten Betriebe erforderlich ist.
Punkt II. Planung, Vorbereitung und Durchführung der Gemeinschaftskläranlage „Dresden-Kaditz“ und des Wasserwerkes Radeburg einschließlich Fernleitung
1. Die weitere Vorbereitung und Durchführung des Investitionskomplexes Gemeinschaftskläranlage „Dresden-Kaditz“ mit seinen Teilvorhaben
- Rekonstruktion und Intensivierung der vorhandenen mechanischen Kläranlagen,
- Neubau einer Anlage zur biologischen Behandlung der in der Entgiftungsanlage des Arzneimittelwerkes Dresden vorbehandelten Abwässer und der kommunalen Abwässer der Städte Dresden und Freital
- Schlammbehandlungsanlage
- Biogasverwertung
erfolgt in Verantwortung des Direktors des VEB Wasserversorgung und Abwasserbehandlung Dresden als Hauptauftraggeber.“
Als Hauptauftragnehmer für die Bauwerke wurde im besagten Maßnahmeplan der VEB Hoch- und Tiefbau Pirna und als Hauptauftragnehmer für die Ausrüstungen der VEB Kombinat Wassertechnik und Projektierung Wasserwirtschaft bestimmt. Mit Beschluss des Ministerrates 7/II. 4. b / 86 vom 7. August 1986 wurde als Hauptauftragnehmer für die Bauwerke der VEB BMK Kohle und Energie eingesetzt.
1984 erfolgte der Planungsbeginn für die Gemeinschaftskläranlage „Dresden-Kaditz“ als biologische Abwasserreinigungsanlage mit Teilnitrifikation. 1990 wurden, in Anbetracht der politischen und damit einhergehenden wirtschaftlichen Umwälzungen, die sich einerseits mit einer Reduzierung der anfallenden Schmutzfracht, andererseits in der Veränderung der wasserrechtliche Situation im vereinten Deutschland als Teil der EWG der mit weitergehenden Forderungen zur Stickstoff- und Phosphorelimination auswirkten, die Ausbaupläne überarbeitet. Die mechanische und 1. biologische Stufe wurden voll funktionsfähig hergestellt, mit dem Bau der 2. biologischen Stufe wurde nicht begonnen. Die Kläranlage Dresden-Kaditz wurde am 1. November 1991 mit einer Teilkapazität wieder in Betrieb genommen.

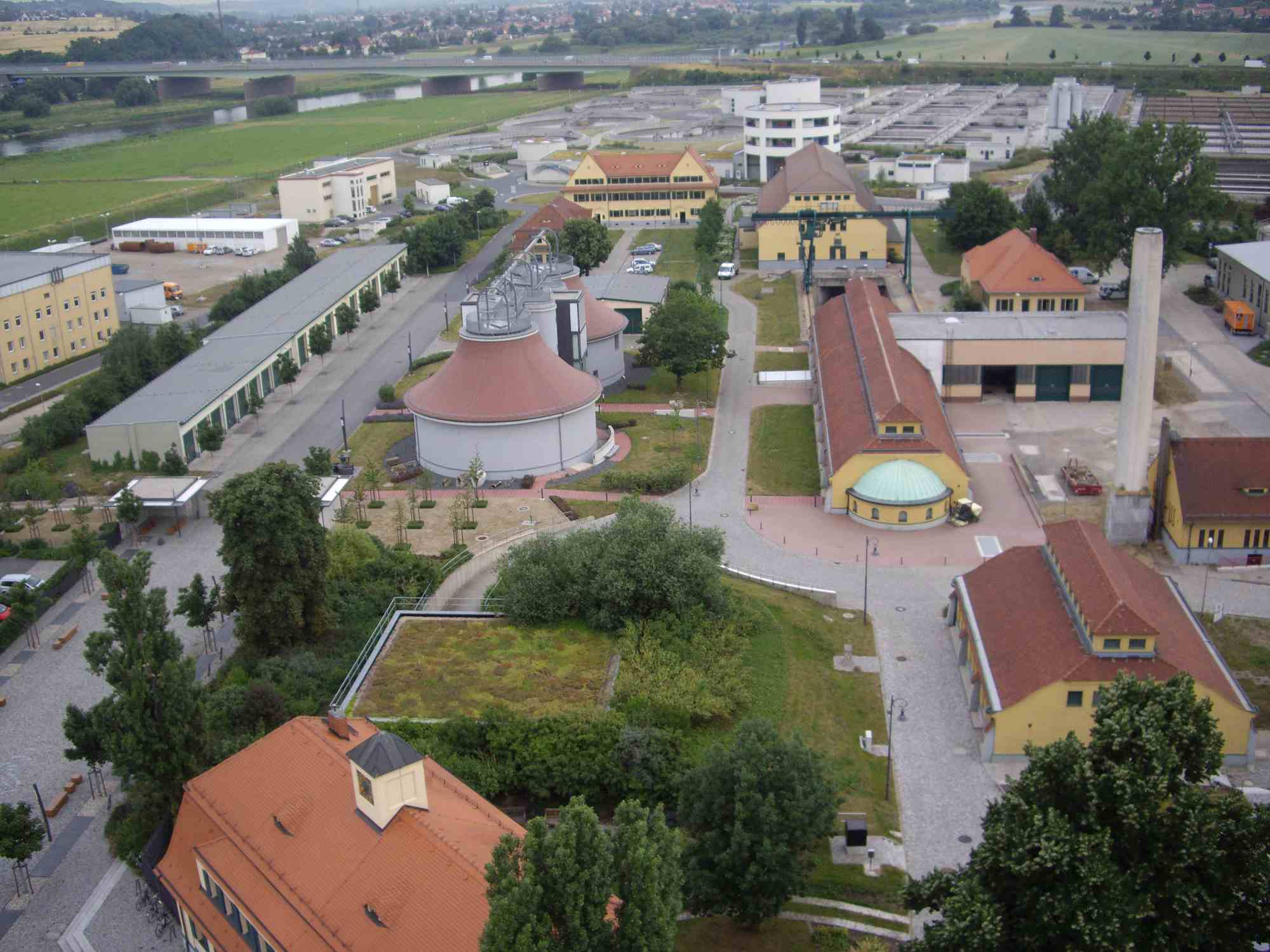
Blick über die Erlweinbauten zur biologischen Reinigungsstufe

Seither wird die Kläranlage weiter kontinuierlich ausgebaut. Nur die wesentlichen Schritte seien an dieser Stelle genannt, für weiterführende Informationen sei auf die Homepage der Stadtentwässerung Dresden verwiesen:
- Juli 1993: komplette Inbetriebnahme der 1. biologischen Stufe der Abwasserbehandlung (Hochlastbelebung)
- Februar 1994: Inbetriebnahme einer Anlage zur chemischen Phosphatfällung
- Dezember 2000: Inbetriebnahme einer Sandwäsche zur Aufbereitung des anfallenden Sandes
- August 2003: Abschluss der Bauarbeiten zum Umnutzung der alten Faultürme zu Büroräumen, für Archivzwecke und als Technikstation
- Februar 2004: Inbetriebnahme des Regenüberlaufbeckens mit einem Volumen von 24.000 m³
- Juni 2005: Einweihung der neuen biologischen Stufe mit Stickstoffentfernung
- 1. Januar 2006: Die Qualität des gereinigten Abwassers entspricht den geltenden EU-Vorschriften
- 2. August 2006: Inbetriebnahme einer vorgeschalteten anaeroben Denitrifikation in umgebauten Becken der ehem. 1. biologischen Stufe
- 5. September 2018: Inbetriebnahme der Erweiterung der biologischen Stufe, bestehend aus
  - zwei Umlaufverteilern mit je 8.000 m³ Fassungsvermögen
  - zwei Belebungsbecken mit je 16.000 m³ Fassungsvermögen und einer Wassertiefe von 7,50 m, am Boden sind pro Becken 2.200 Belüfterteller mit Gummimembran installiert. Die Kapazität der Belebungsbecken wuchs auf das 1,5fache.[8]

#### Schlammbehandlung
Mit der politischen Wende 1989/90 wurde die jahrzehntelange Praxis der landwirtschaftlichen Verwertung des Klärschlammes zunehmend hinterfragt. Die moderne ökologisch orientierte Landwirtschaft befürchtete den Eintrag von Schadstoffen auf ihren Flächen. Diese Befürchtungen waren in Bezug auf die Schwermetallgehalte im Dresdner Klärschlamm Anfang der 1990er Jahre sicher berechtigt, demzufolge wurde als Schlammbehandlung eine Schlammverbrennung mit vorgeschalteter thermischer Trocknung geplant. Durch den Rückgang der Industrie in der Folgezeit und dem damit verbundenen Rückgang der Schwermetallgehalte war die Schlammverbrennung nicht mehr erforderlich und statt der geplanten Teiltrocknung wurde eine Volltrocknung realisiert, die von 1994 bis Ende 2011 in Betrieb war.

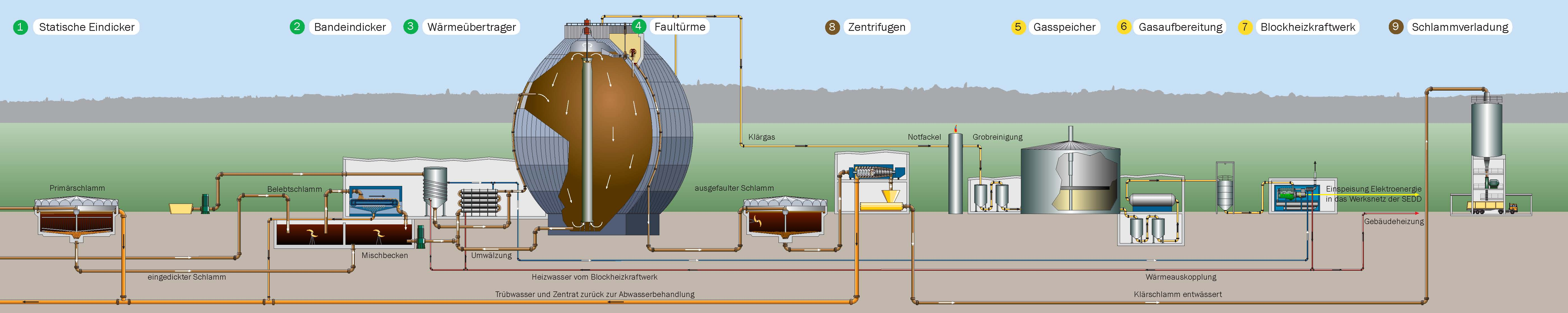
Fließbild der Schlammbehandlung auf Baufeld B

In den Jahren 2008 bis 2012 wurde eine Faulungsanlage errichtet, in der nach dem Verfahren der anaeroben Schlammstabilisierung (vgl. anaerobe Abwasserreinigung) in zwei, jeweils 10.500 m³ großen Faultürmen der Schlamm ausgefault und Biogas gewonnen wird. Dieses Biogas dient in einem Blockheizkraftwerk (BHKW) der Gewinnung von Elektroenergie und Nahwärme, damit wird die Energiebilanz und die CO2-Bilanz der Kläranlage verbessert. In drei BHKW-Modulen mit insgesamt ca. 3 MW Leistung wird soviel Elektroenergie und Wärme produziert, dass damit ca. 70 % des Elektroenergiebedarfes der Kläranlage und der gesamte Wärmebedarf der Schlammbehandlung gedeckt werden können. Durch die Faulung verringert sich auch die Menge des anfallenden Schlammes um ca. 30 %, was sich wiederum vorteilhaft auf die Entsorgungskosten auswirkt.
Der ausgefaulte Klärschlamm wird in Zentrifugen auf 25 % Trockensubstanzgehalt entwässert und über eine ebenfalls im Jahr 2012 fertiggestellte Schlammverladungsanlage an Entsorgungsfirmen übergeben. Es fallen täglich 150 bis 180 t Schlamm an, diese werden ab Januar 2022 einer Klärschlamm-Monoverbrennungsanlage zugeführt, um daraus Phosphor zurückzugewinnen.
Die Schlammbehandlung mit Eindickung, Faulung, Entwässerung und Verladung befindet sich auf einer Fläche westlich der Bundesautobahn 4. Die markanten Faultürme mit ihrer graublauen Matrixfassade neben der Autobahn sind nicht zu übersehen.

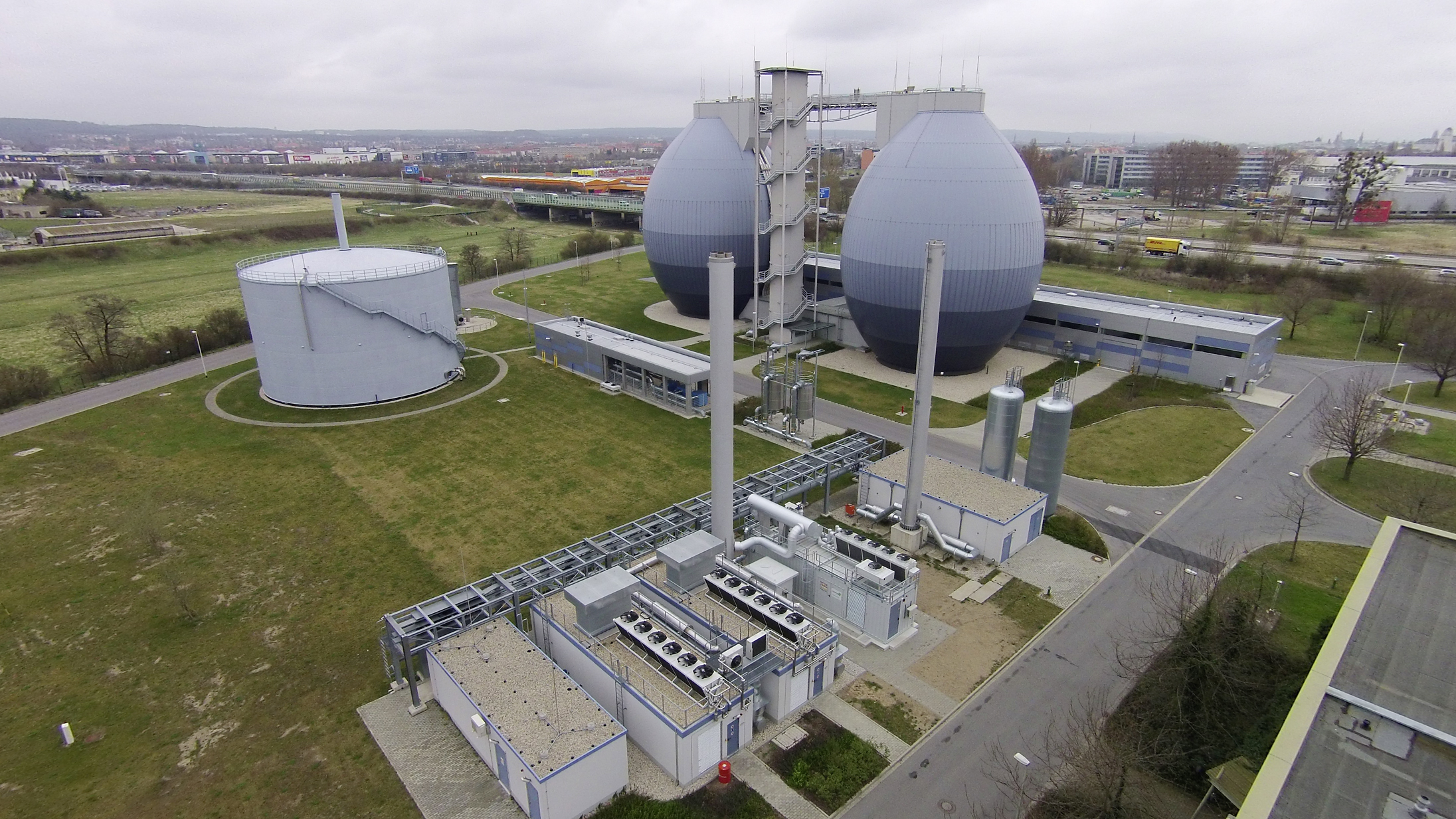
Überblick über die Faulungsanlage. Rechts die beiden eiförmigen Faultürme mit Maschinengebäude (dahinter die BAB 4), links der Biogasspeicher, im Mittelgrund die Biogasaufbereitung, im Vordergrund das BHKW mit Nebenanlagen

## Klärpark
Neben den erläuterten Aufgaben zur Abwasserreinigung und Schlammbehandlung ist die Kläranlage noch durch weitere Funktionen gekennzeichnet, sie kann so als Klärpark bezeichnet werden.

### Regenerative Energiegewinnung

#### Wasserkraft
Im Auslauf der Kläranlage besteht ein Höhenunterschied zur Elbe von 6 m, der zur Energiegewinnung verwendet wird. Hier ist eine Turbine installiert, die 650 MWh pro Jahr liefert.

#### Solarenergie
Auf der Dachfläche des Regenüberlaufbeckens befindet sich eine Photovoltaikanlage mit einem durchschnittlichen Jahresertrag von 160 MWh.

### Naturschutz

#### Wildvogel-Auffangstation
Seit 2007 befindet sich Sachsens erste Wildvogel-Auffangstation auf dem Gelände der Kläranlage, die vom Umweltzentrum Dresden getragen wird. Auf einer Grundfläche von 300 m² entstanden fünf Volieren, ein Käfig für Bodenbrüter und mehrere Funktionscontainer. Bis Juni 2010 wurden 652 verletzte Vögel, von der Amsel über Storch bis zum Bussard, gesund gepflegt und wieder in die Freiheit entlassen.

#### Biotope

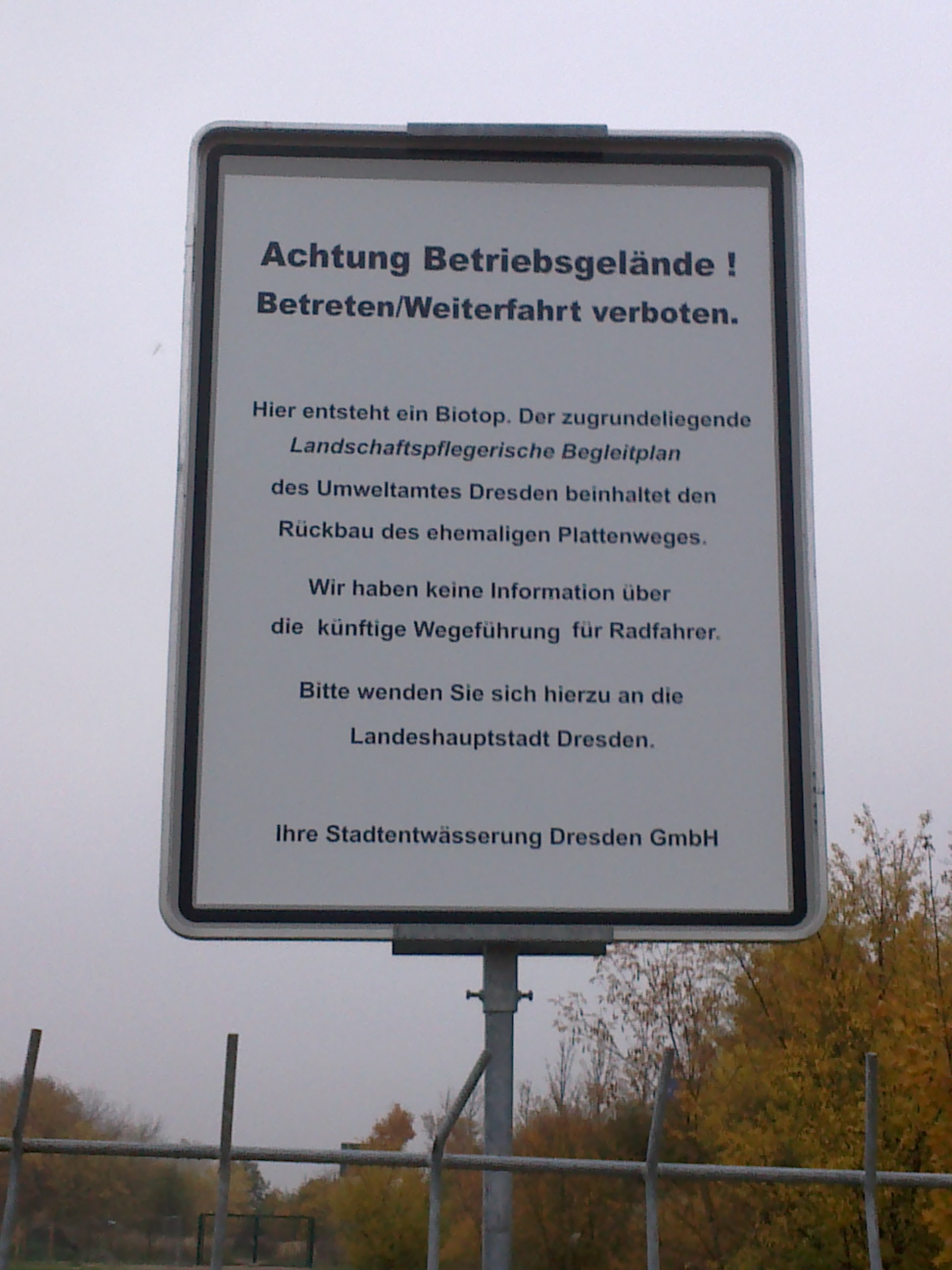
Erklärung Radwegrückbau, 2012

Im Rahmen von Ausgleichsmaßnahmen wurden im elbnahen Bereich Feuchtbiotope sowie auf dem Gelände der Kläranlage mehrere Trockenbiotope als Lebensraum für geschützte Pflanzen und Tiere geschaffen. Dazu wurde unter anderem ein in Betrieb befindlicher Radweg ersatzlos abgerissen. Auf diesem nun entstandenen drei Meter breiten Streifen wurde das Biotop angelegt.

### Kunst und Bildung

#### Bildung
Durch regelmäßige „Tage der offenen Tür“ wird die Kläranlage, auch in Verbindung mit Einweihungen oder Jubiläen, dem interessierten Publikum geöffnet, zuletzt am 11. Juni 2023. So kamen 2005 12.000 Besucher zur Einweihung der neuen Biologie und 2010 10.000 Besucher anlässlich des Jubiläums „100 Jahre Kläranlage Dresden-Kaditz“. Auch ist die Kläranlage regelmäßig ein Ziel für Exkursionen von Schülern und Vorschulkindern.

#### Kunst
Die Künstlerinnenvereinigung „Dresdner Sezession 89 e. V.“ realisierte unter der Projektbezeichnung „Mnemosyne“, der griechischen Göttin der Erinnerung, mit den Künstlerinnen Heidemarie Dreßel, Kerstin Franke-Gneuß, Angela Hampel und Kerstin Quandt verschiedene Objekte im Kläranlagengelände:
- Heidemarie Dreßel realisierte eine 11 m hohe Metallinstallation am Kläranlagenauslauf. Filigrane Edelstahlnetze mit Düsen zaubern unter dem Namen „Viva Fluvia“ einen feinen Wasserschleier auf die Elbe.
- Kerstin Franke-Gneuß ordnete an der Trafostation eine Installation aus gebogenen und grün und blau beschichteten Aluminiumröhren an. Diese „Farbwogen“ verkörpern die Bewegung der nahen Elbe.
- Angela Hampel stellte drei Skulpturen, die „Undinen“, als weibliche, jungfräuliche Wassergeister in die Nähe der drei Teiche am Eingang der Kläranlage.
- Kerstin Quandt ordnete auf der breiten Empfangsallee farbige Glassteine mit lyrischen Zitaten an, die als „Strömungen“ zum sorgfältigen Umgang mit dem lebenspendenden Nass mahnen.

Panorama vom Erschließungsturm der Faulung (in der Bauphase)